# ムカデ
ムカデ（百足、蜈蜙、蜈蚣、ムカデ類、唇脚類、学名: Chilopoda, 英語: centipede, chilopod）は、多足類に属する節足動物の分類群の一つ。分類学上はムカデ綱（唇脚綱）とされる。頭部の直後に有毒な顎肢をもつ、脚が多く運動性に富む肉食動物である。オオムカデやゲジなどを含め、3,000以上の種が記載される。最古の化石記録はおよそ4億1,800万年前の古生代シルル紀後期まで遡る。

## 名称
和名「ムカデ」の漢字転写は「百足」「蜈蜙」「蜈蚣」「蝍蛆」などがある。学名「Chilopoda」はギリシア語の「kheilos（唇）」と「pod（脚）」の合成語。英語名「centipede（センティピード、センチピード）」はラテン語の「centi（百）」と「ped（脚）」に由来する。ただしムカデはどの種も脚は奇数対であるため、ちょうど100本（50対）の脚をもつムカデは存在しない。日本語や中国語においては、ゲジ類の構成種は「ゲジ（蚰蜒、ゲジゲジ）」という他のムカデとは別の名称で呼ばれ、一般に「ムカデ」から区別される傾向がある。

## 形態

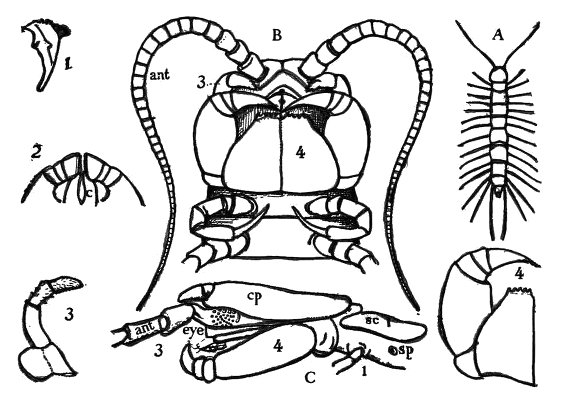
イシムカデ類の背面（A）、前方腹面（B）、前方側面（C）、触角（ant）、大顎（1）、第1小顎（2）、第2小顎（3）と顎肢（4）

ムカデの体は縦長くて大部分が柔らかく、数多くの体節は大まかに頭部と胴部という2つの合体節に分れている。胴部は順に1対の毒牙状の顎肢と、奇数対に数多くの脚が並んでいる。体長は微小な4mmから大型な30cmまで知られるが、多くの種類は1-10cmに収まる。体色は多くが黄・赤・茶色であるが、より派手な色や模様をもつものもあり、オオムカデ類で特に多く見られる(p43)。

### 頭部

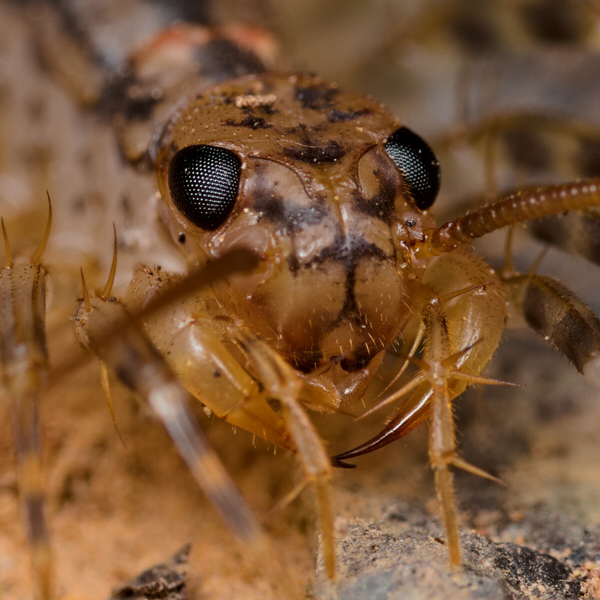
ゲジ類の頭部
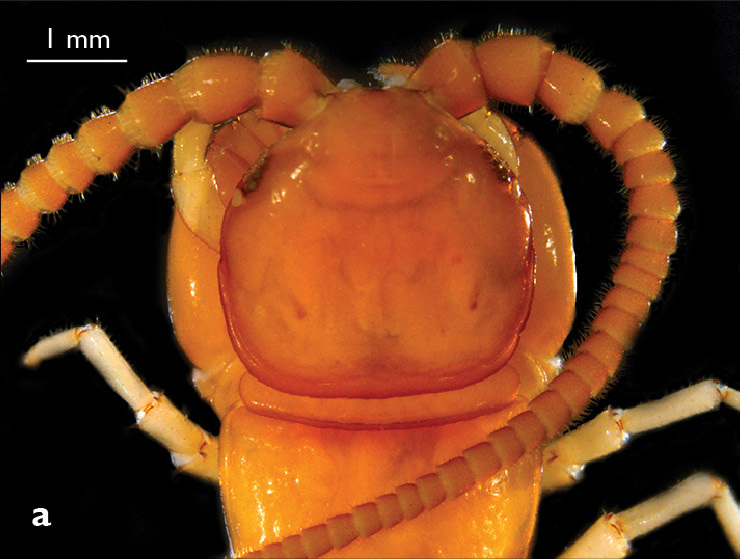
イシムカデ類の頭部
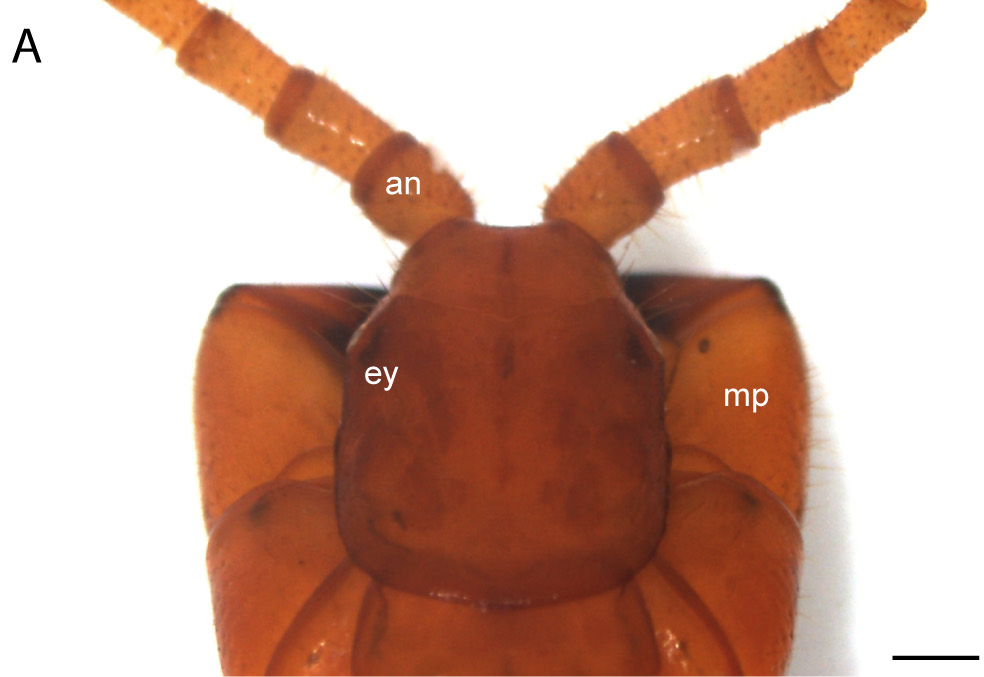
ナガズイシムカデ類の頭部
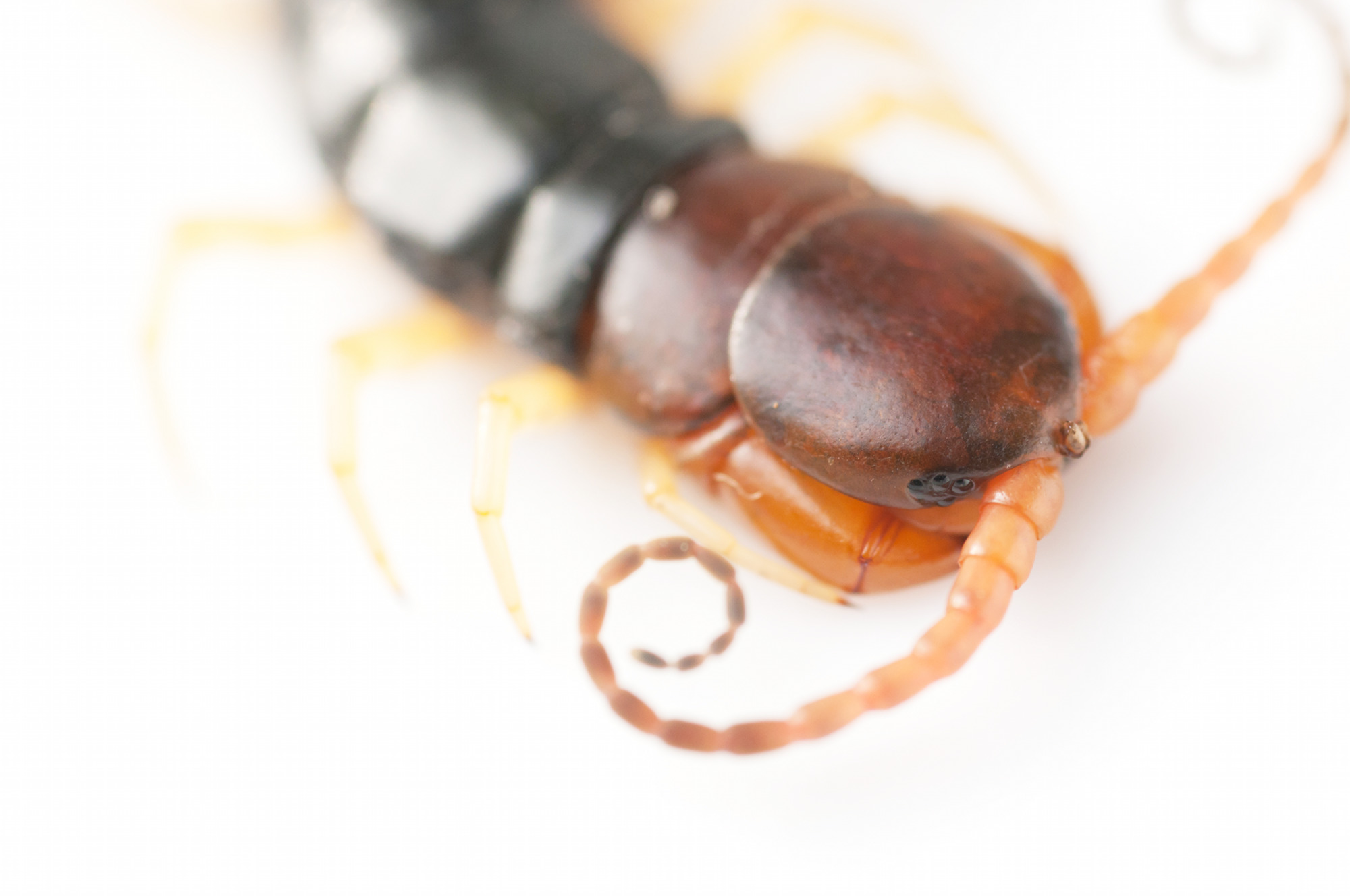
オオムカデ類の頭部
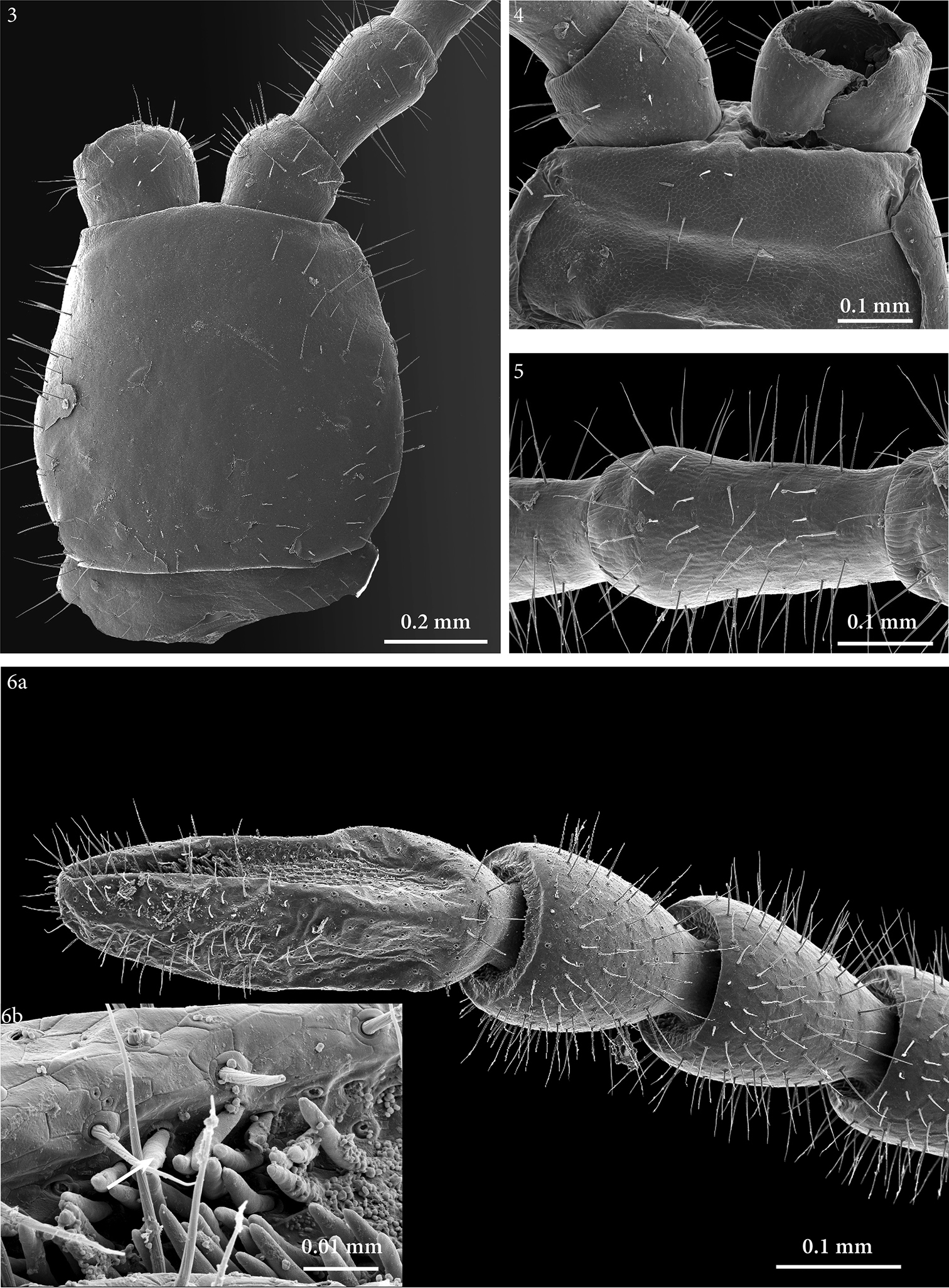
ジムカデ類の頭部

| 頭板、頭楯と上唇 | 頭楯、上唇、触角と大顎 |
| 第1小顎と第2小顎 | 第2小顎（ゲジ類）      |

頭部（head）は他の多足類と同様、眼・口・上唇が由来する先節と、4対の付属肢（関節肢である触角と顎、後述）が由来する第1-5体節の融合でできた合体節である。第2体節は他の多足類や昆虫などの六脚類と同じく、間挿体節（intercalary segment）で付属肢をもたない。背面は1枚の頭板（cephalic plate, head capsule）に覆われ、ゲジ類ではドーム状に盛り上がるが、他の群では上下に平たい(p44)。
多足類の頭部左右で一般に見られる小孔状の側頭器官（Tömösváry organ）はゲジ類とイシムカデ類のみ発達で、ナガズイシムカデ類では痕跡的、オオムカデ類とジムカデ類では見当たらない(p44)。
左右にもつ眼は他の多足類と同様に側眼（lateral eye）のみ由来で、その構造は分類群により異なる。ゲジ類の眼は1対の真の複眼（compound eye）であるが、他の群は単眼（ocellus, 側単眼 lateral ocellus）で、イシムカデ類に最多49対、オオムカデに最多4対、ナガズイシムカデ類に1対もつ(p45)。ジムカデ類は全てが無眼で、オオムカデ類やイシムカデ類の中にも無眼な種類がある(p45)。
第1体節由来の触角（antenna）はゲジ類では左右に、他の群では前縁中央に寄せて配置される(p44)。ゲジ類の触角は基部以外では鞭状に細長く、数多くの環状節（annulation）に分れるが、他の群では十数から約100節の数珠状でやや太短い(p44)。
順に第3-5体節由来の顎、いわゆる大顎 （mandible）、第1小顎（first maxilla）と第2小顎（second maxilla）は頭部の腹面に配置され、その大部分が直後の胴部の顎肢基胸板（後述）に覆われて目立たない(p44)。大顎は細い三角形で小さく、頭板に格納されて腹面が第1小顎に覆われるため外からほぼ観察できず、先端に細かな剛毛と歯が生えている(pp46–48)。小顎最初の肢節（基節 coxa）は往々にして中央の腹板（sternite）と癒合して基胸板（coxosternite）を形成し、頭部腹面後半を覆い被さる(p48)。第1小顎は丸みを帯びた平たい2節を有し、基節前方中央1対の突起と合わせて口腔の下部を覆いかぶさる(p48)。第2小顎は歩脚状で柱状の3-5節を有し、ゲジ類では頭部から飛び出すほど細長く、末端は単調であるが、他の群では頭部に覆われるほどやや短く、末端に鉤爪やブラシ状の剛毛など特殊な構造体をもつ(pp48–49)。
口腔の前部をなし、触角と顎の間にある板状の頭楯（clypeus）と上唇（labrum）はゲジ類では前面に、他の群では腹面に配置される(p46)。

### 胴部

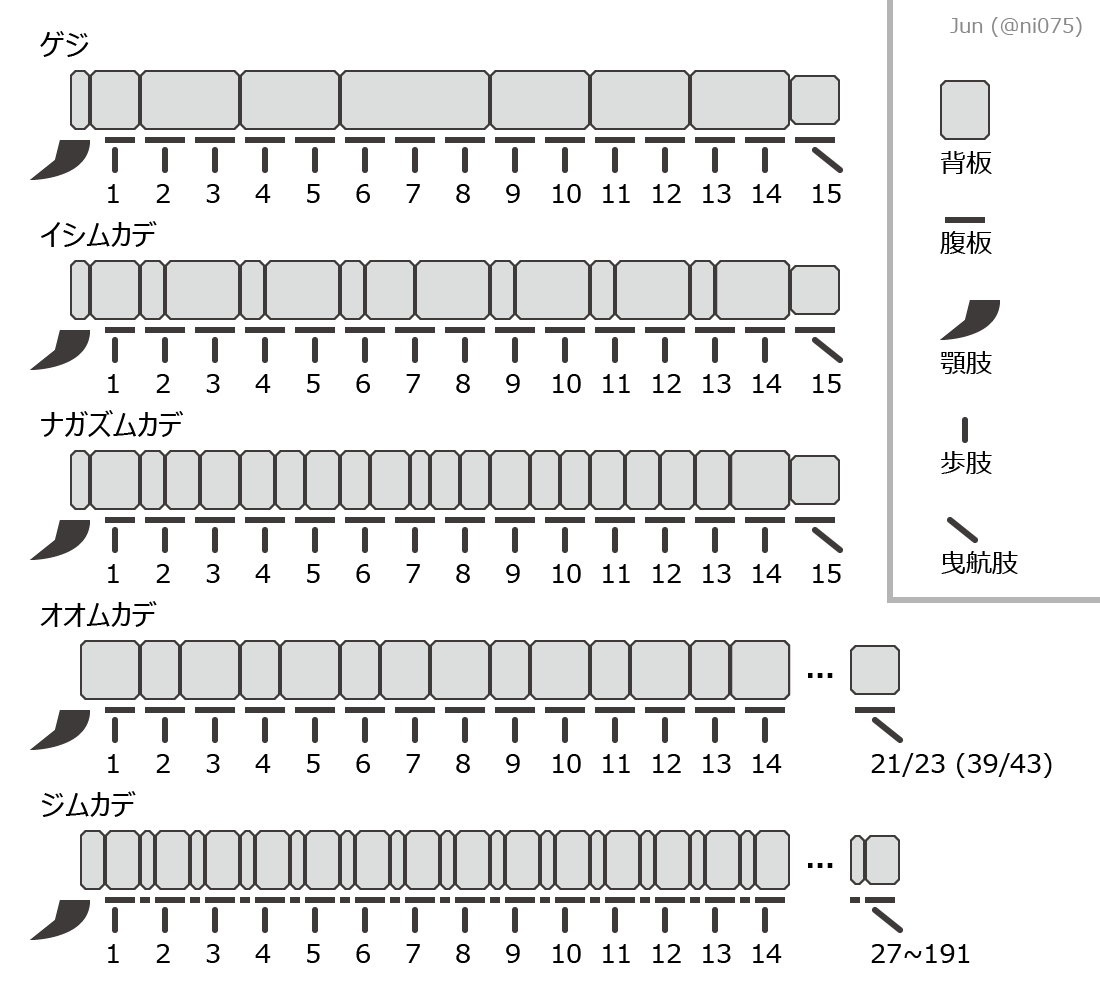
様々なムカデにおける胴節の構成（生殖節と尾節を除く）

胴部は縦長い合体節で数多くの可動な体節（胴節）からなり、前端には顎肢をもつ顎肢節、末端には2節の生殖節と非体節性な尾節、残りの大部分はそれぞれ1対の脚を両腹面にもつ奇数の有脚胴節（種類により15から191節）が並んでいる。

#### 顎肢節

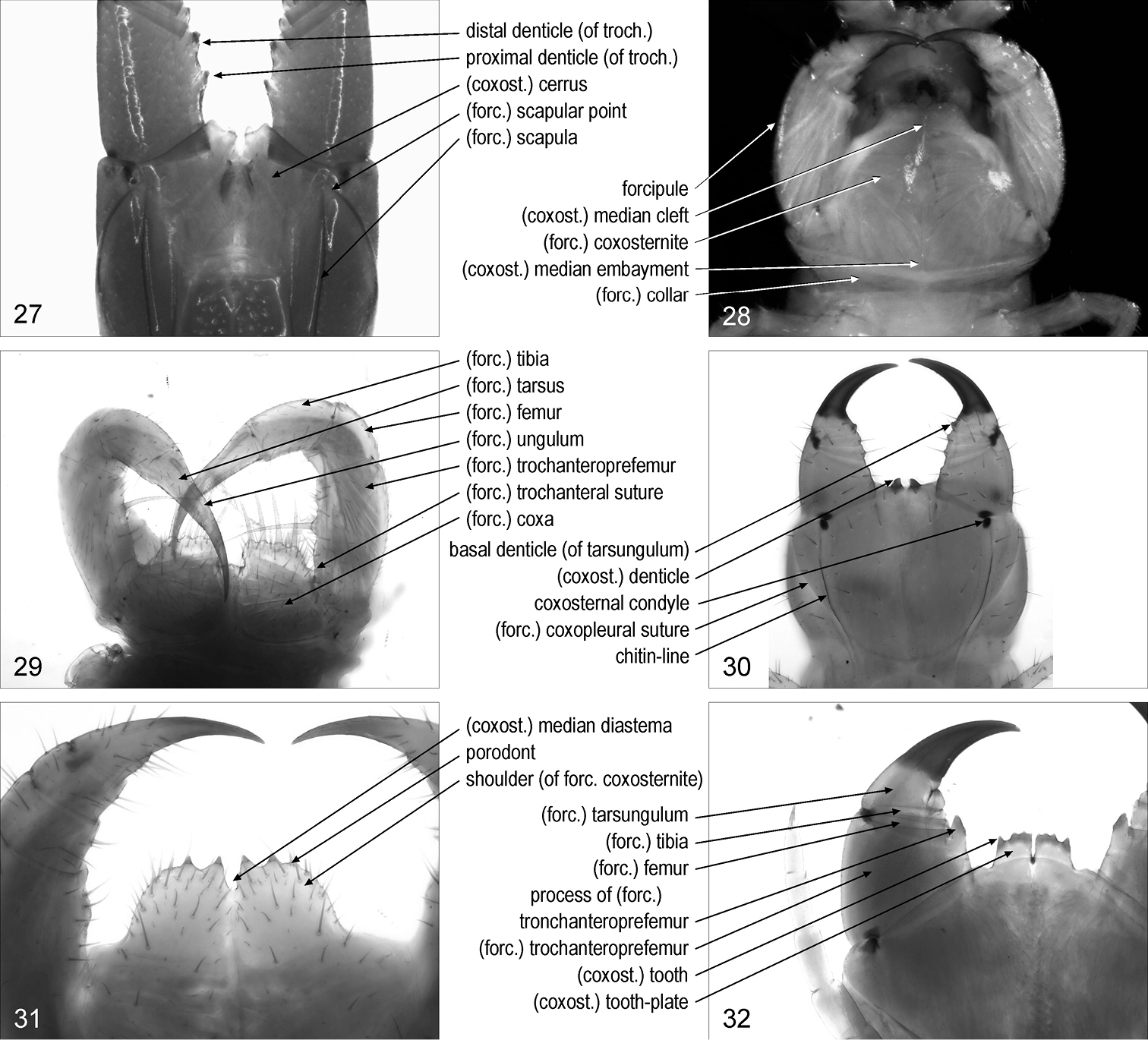
様々なムカデの顎肢
27, 32: ジムカデ類
28, 31: イシムカデ類
29: ゲジ類
32: オオムカデ類

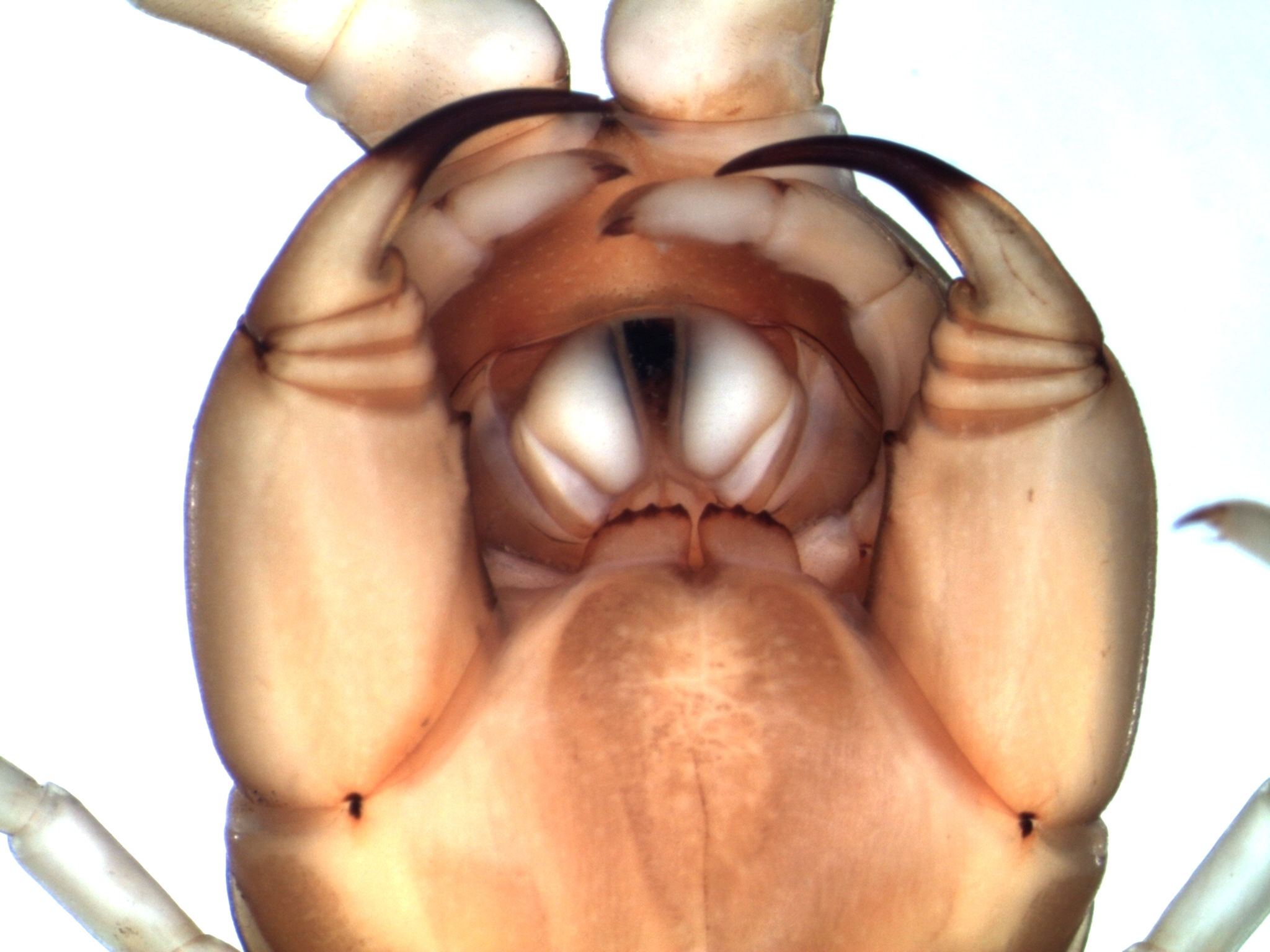
オオムカデ類の頭部と顎肢節腹面。発達した顎肢と基胸板は2対の小顎の直後に配置される。

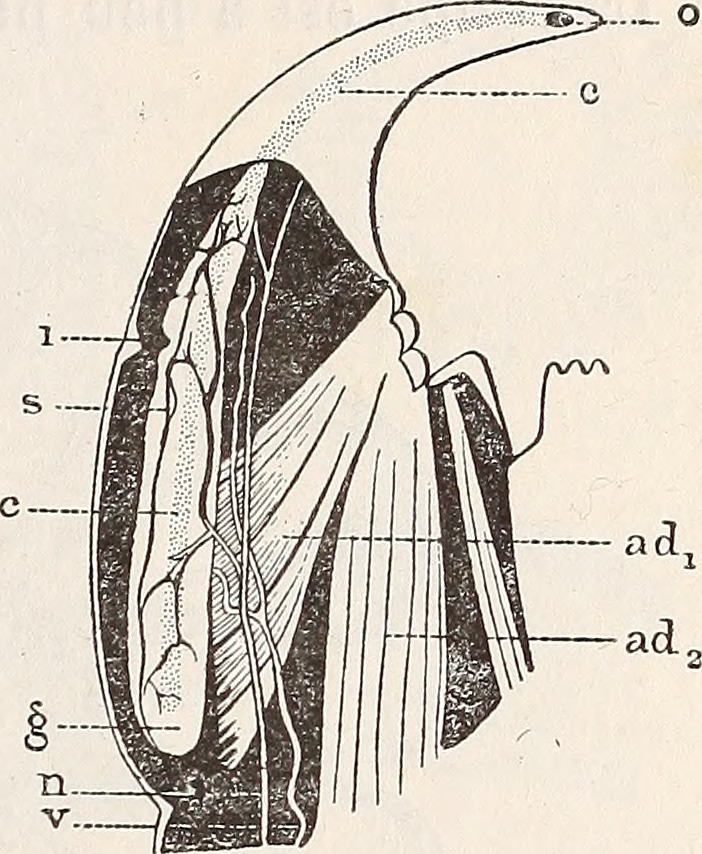
オオムカデ類の顎肢毒腺（c）と開口（o）

最初の胴節は顎肢節（forcipular segment）で、その背面は通常では独立した短い背板（tergite）を1枚もつが、オオムカデ類ではそれがなく、直後の第1有脚胴節と同じ背板に覆われている(p53)。
毒腺をもち、顎のような形をした捕食用の顎肢（がくし、forcipule, または maxilliped, toxicognath, poison claw）はこの胴節の腹面から前へ突き出す。これは往々にして "毒牙" や "顎" と紹介されてきたが、（頭部由来の）顎ではなく、胴部由来の「特化した脚」であり、学名「Chilopoda」や「唇脚類」の名に現されるように、ムカデに特有で最も重要な共有派生形質とされる。
顎肢の基節は第1胴節の腹面を占めるほど幅広く、中央の腹板と共に基胸板を形成する。ゲジ類では基節は痕跡的な腹板から分節して可動で、前縁に長い剛毛が並んでいるが、他の群では基胸板の癒合が進んで腹板は見当たらず、僅かでしか動けない（イシムカデ類）か完全に不動（ナガズイシムカデ類・オオムカデ類・ジムカデ類）で、前縁に頑丈な小歯が並んでいる(p53)。残りの部分は基部から順に trochanteroprefemur（転節 trochanter と前腿節 prefemur の複合体）・腿節（femur）・脛節（tibia）・tarsungulum（跗節 tarsus と 前跗節 ungulum の複合体）という可動な4節からなり(p53)、牙状の tarsungulum の末端直前に毒腺の開口がある。ゲジ類以外の群では tarsungulum が特に頑丈で、内縁が刃のように尖る。オオムカデ類（Cryptops属の一部を除く）とジムカデ類は、途中の腿節と脛節は半環状で外側を欠けており、第1節と第4節の外側が隣接し、可動な4節の関節が全て1対の関節丘（ピボット）に集約される。他の群では環状の腿節と脛節をもち、特にゲジ類では長大な柱状で、顎肢全体が歩脚状に近い(p53)。基胸板の癒合具合により、顎肢全体の運動方向はゲジ類では三次元方向で刺すように上下に、他の群では水平方向で噛み合うように左右に動く。

毒腺は通常では顎肢に格納されるが、ジムカデ類の中では毒腺が胴部まで伸ばした例がある(p53)。神経毒をもつと考えられるが、その成分と仕組みに関しては未解明な所が多い。

#### 有脚胴節

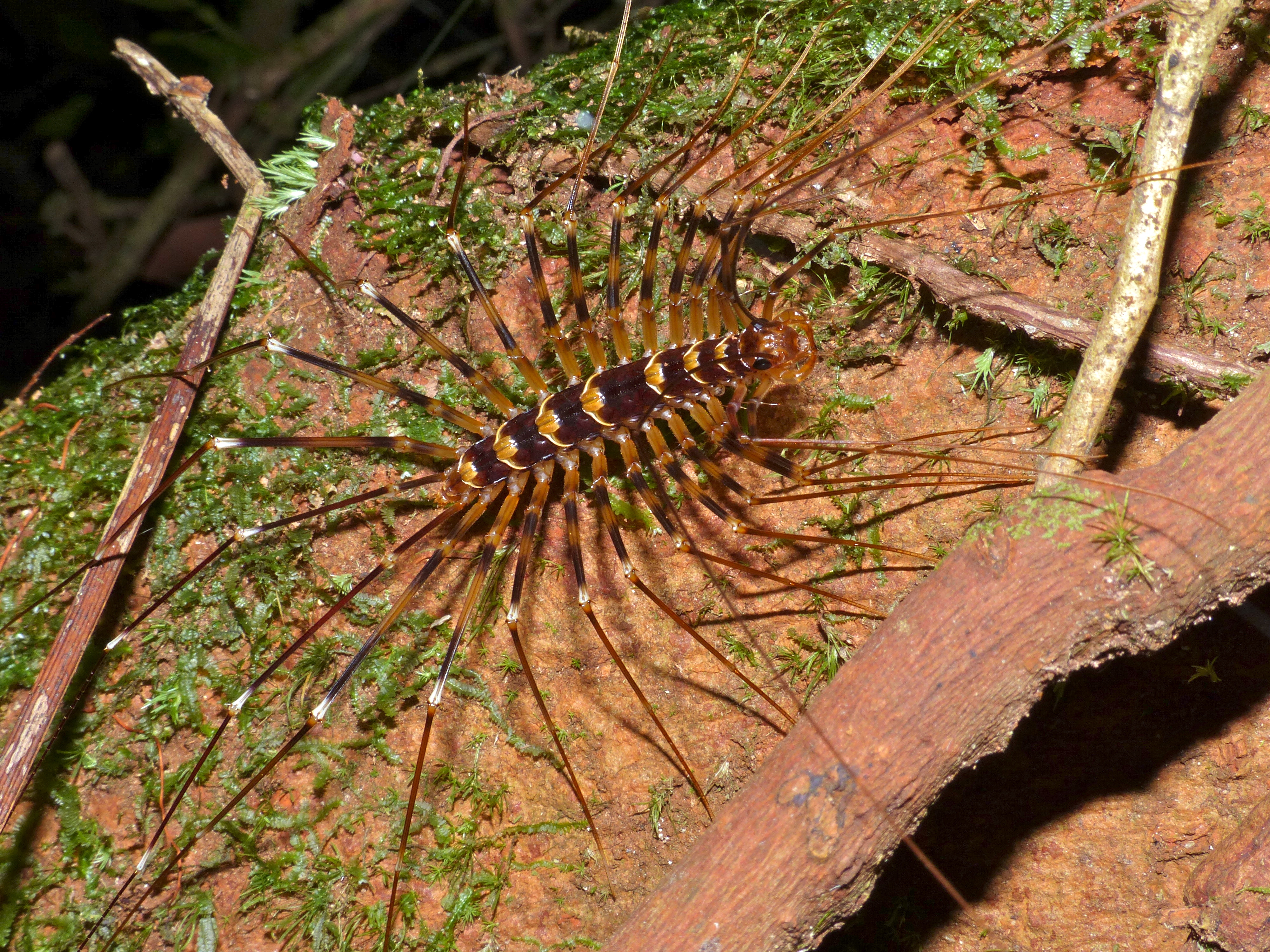
ゲジ類は15対の長い脚と気門を正中線に備えた8枚の背板をもつ
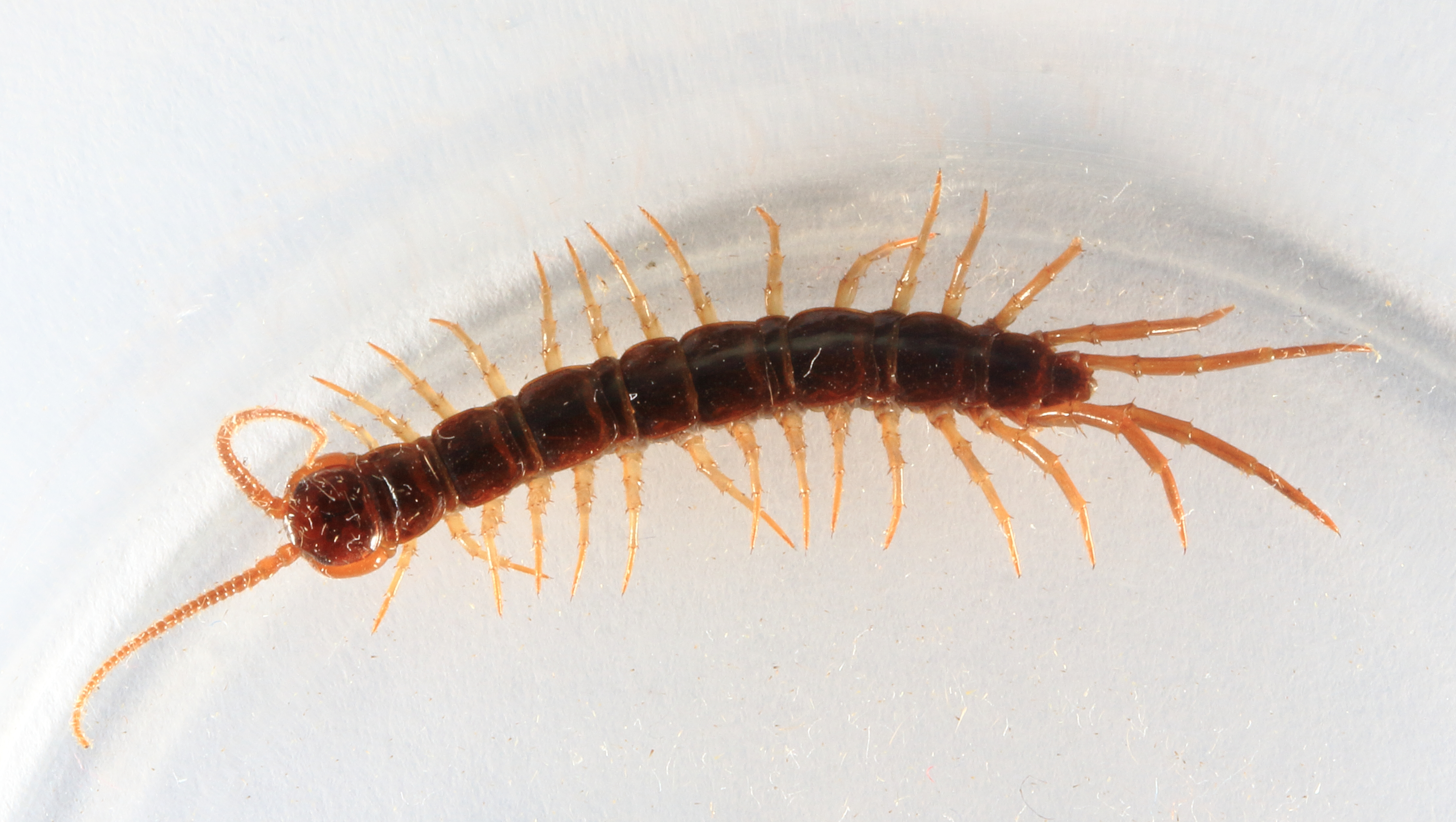
イシムカデ類は15対の脚と顕著に長短を繰り返した背板をもつ
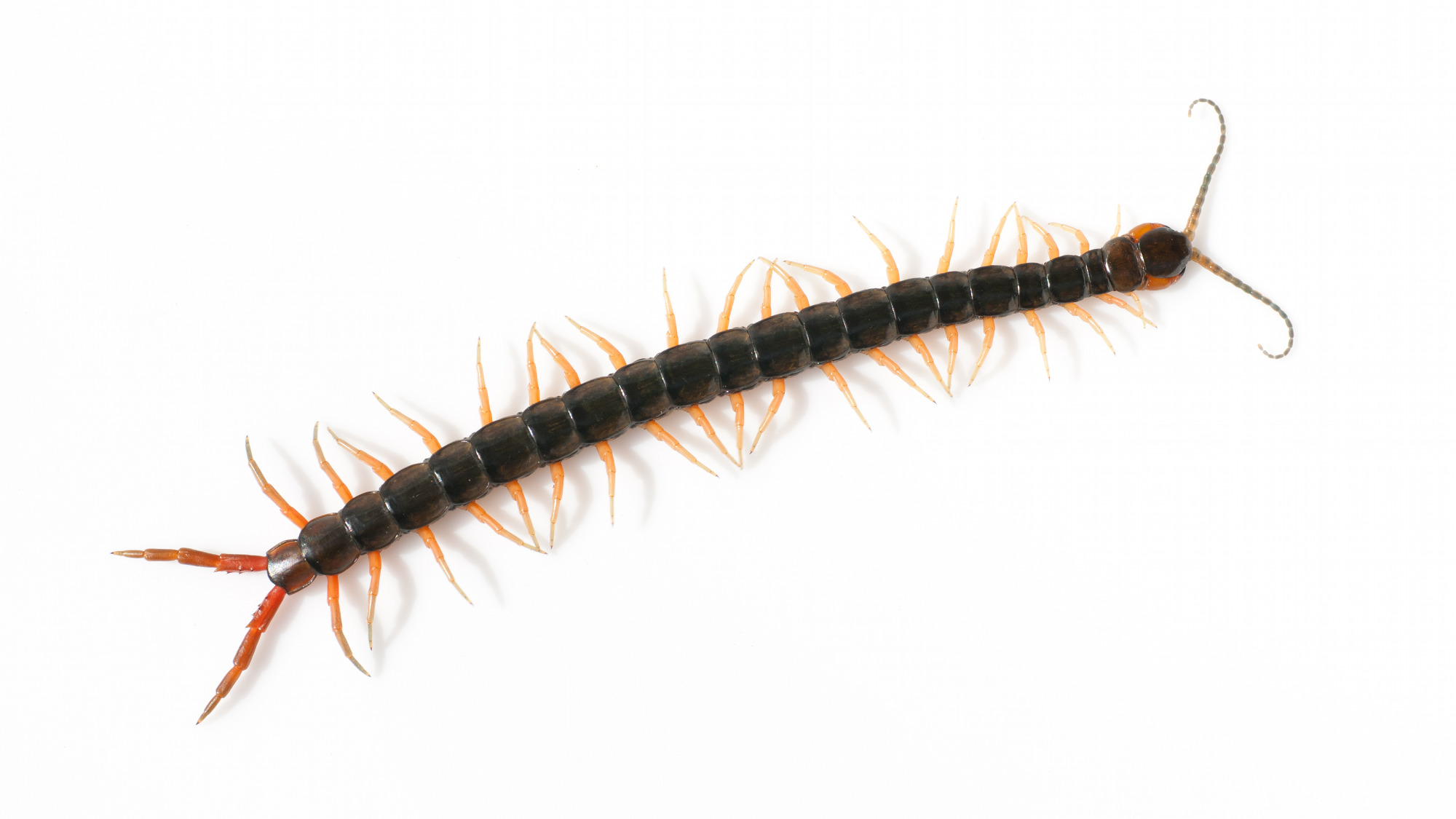
オオムカデ類は多くが21対の脚をもち、顎肢と第1脚をもつ胴節が1枚の背板のみに覆われる
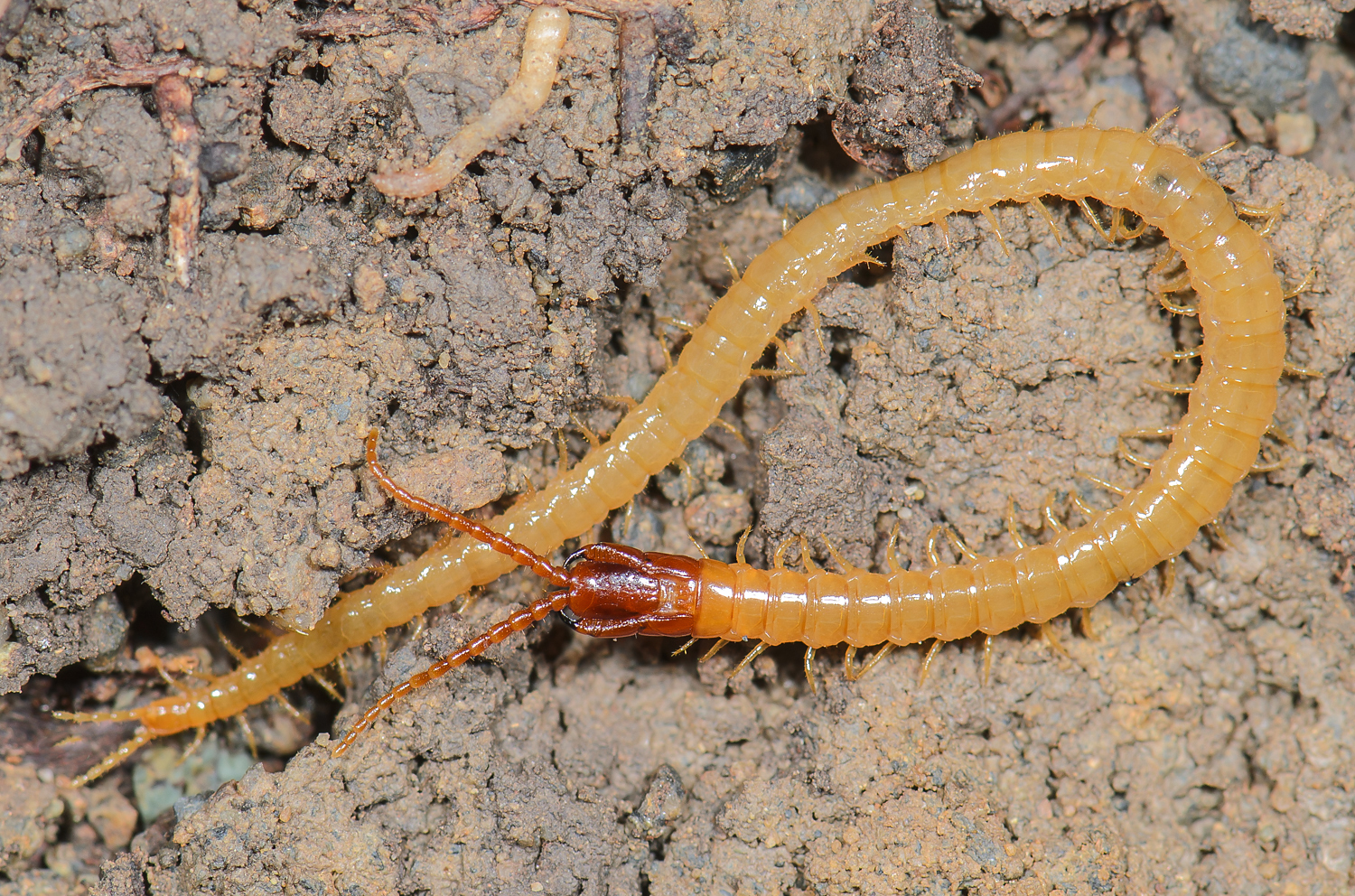
ジムカデ類の脚と胴節数はどのムカデ類よりも多い

| 背板・腹板・脚の基部周辺 | 歩肢       |
| 曳航肢周辺               | 末端の体節 |

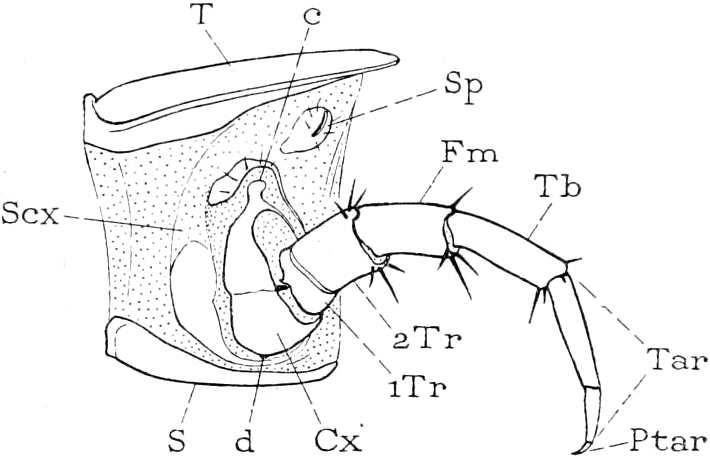
イシムカデ類の胴節左側面と歩肢

脚（後述）のある体節、いわゆる有脚胴節（leg-bearing segment）は全てが上下に背板と腹板で覆われている(p57)。左右は柔軟な節間膜に包まれて、小さな側板（pleurite）や脚と関節する亜基節（subcoxa）が散在する(p56)。
有脚胴節の背板は分類群によって構造が異なり、ジムカデ類以外のものでは特に変則的である（heterotergy）(p56)。ゲジ類のは8枚のみ顕著に見られ、イシムカデ類のは著しい長短を繰り返し、ナガズイシムカデ類のは一見して体節と合致しない21枚に細分され、オオムカデ類のは第1枚が顎肢節まで覆い被さる。ジムカデ類は曳航肢以外の背板がほぼ同形で、そのうち第1脚以外の各背板は更に前後2枚（前方の短い pretergite/intercalary tergite と後方の長い metatergite）に細分される。イシムカデ類とオオムカデ類の第1・3・5脚と第8以降の偶数番目の有脚胴節は、それぞれの間の胴節より背板が長い(p56)。
腹板は四辺形から台形で、左右が脚の基部に隣接し、前後にほぼ同形である。ジムカデ類の場合、脚をもつ各胴節の腹板は背板のように、前方の短い presternite/intercalary sternite と後方の長い metasternite に細分される(p58)。

##### 脚
それぞれの有脚胴節は1対の脚（leg, 歩肢 walking leg）を両腹面もつ。改形類の幼体や発育異常の奇形を除き、有脚胴節の数と脚の対の数はどの種も奇数である。
脚はゲジ類では飛び抜けて細長く、断面は多角形であるが、他の群では円錐状で比較的短く、断面は円形である。基部から順に環状/柱状の6節（基節・転節・前腿節・腿節・脛節・跗節）と末端の鉤爪状の前跗節（pretarsus, apical claw）に構成される(p58)。転節と前腿節の関節は不動で(p9)、ジムカデ類以外では転節の表面に自切の割れ目がある。跗節は種類や番目により2節以上に分れる場合があり、ゲジ類では鞭のように数多くの跗小節（tarsomere）に細分される。
脚の対の数は分類群によって異なり、ゲジ類・イシムカデ類・ナガズイシムカデ類の成体は15対、オオムカデ類は21ないし23対（そのうち Scolopendropsis duplicata は例外的に39ないし43対）、ジムカデ類は数が最多で種によって異なり、少ない種でも27対から47対までを示し、多い種は101対を超し、191対まである。特にジムカデにおいては同種でも数は雌雄で異なり、左右非対称や偶数対の脚をもつ奇形も稀にある(p55)。
最終1対の脚は曳航肢（えいこうし、ultimate leg, terminal leg, anal leg）といい、後方に突出して特化が進んでいる。特にオオムカデ類の中には、曳航肢がへら状・ハサミ状など特殊な形に特化した例も見られる。ゲジ類以外では、曳航肢の基節には何らかの特殊な表皮や小孔でできた器官（coxal organ）をもつ。

##### 気管系
| 脚の番目分類群                           | 1 | 2 | 3 | 4 | 5 | 6 | 7 | 8 | 9 | 10 | 11 | 12 | 13 | 14 | 15 | 16 | 17 | 18 | 19 | 20 |
| ---------------------------------------- | - | - | - | - | - | - | - | - | - | -- | -- | -- | -- | -- | -- | -- | -- | -- | -- | -- |
| ゲジ類                                   | ● |   | ● |   | ● |   |   | ● |   | ●  |    | ●  |    | ●  | T  |    |    |    |    |    |
| イシムカデ類                             | ○ |   | ● |   | ○ |   |   | ○ |   | ●  |    | ○  |    | ○  | T  |    |    |    |    |    |
| ナガズイシムカデ類                       |   |   | ● |   | ● |   |   | ● |   | ●  |    | ●  |    | ●  | T  |    |    |    |    |    |
| オオムカデ類： Plutonium zwierleini 以外 |   |   | ● |   | ● |   | ○ | ● |   | ●  |    | ●  |    | ●  |    | ●  |    | ●  |    | ●  |
| オオムカデ類： Plutonium zwierleini      | ● | ● | ● | ● | ● | ● | ● | ● | ● | ●  | ●  | ●  | ●  | ●  | ●  | ●  | ●  | ●  | ●  | ●  |
| ジムカデ類                               |   | ● | ● | ● | ● | ● | ● | ● | ● | ●  | ●  | ●  | ●  | ●  | ●  | ●  | ●  | ●  | ●  | ●  |

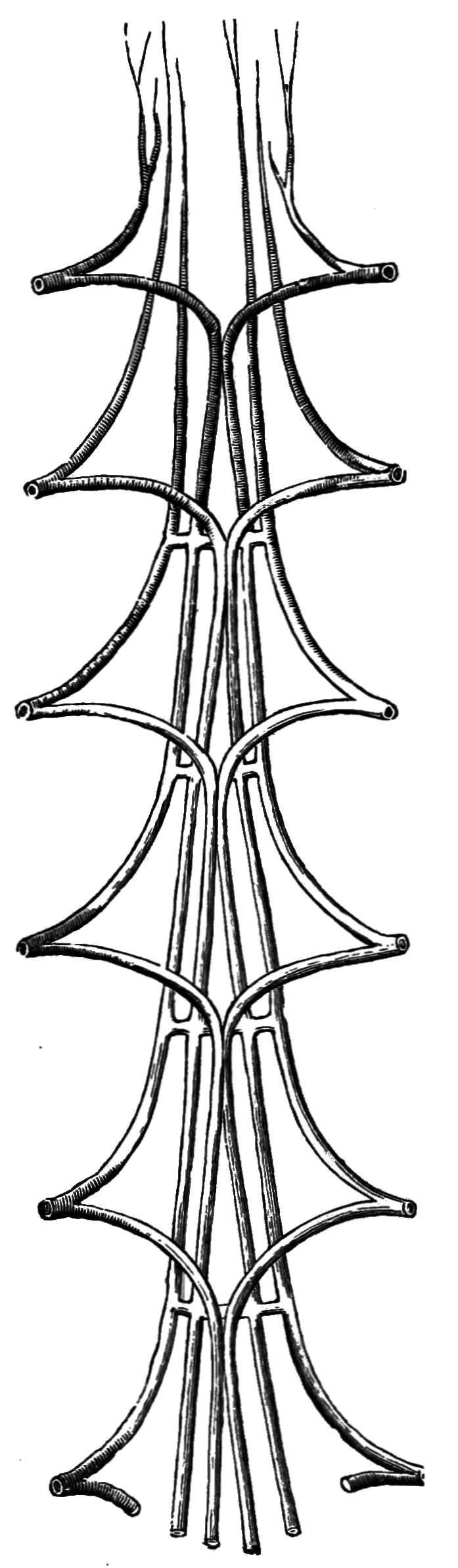
ジムカデ類の気管系

他の多くの陸生節足動物に似て、ムカデは空気呼吸をし、呼吸器は体表の気門（spiracle, stigma, stoma）と体内の気管（trachae）でできた気管系（tracheal system）である(pp137–147)。気門は曳航肢以外の有脚胴節、特に第3・5と8以降の偶数番目の有脚胴節で一般にもつが、具体的な数・位置・形・気管の構造は分類群により異なる(pp137–139)。
ゲジ類はいわゆる背気門類で、気門は胴節の背面にあり、7枚の大きな背板の後縁中央（順に第1・3・5・8・10・12・14有脚胴節に対応）に配置される(pp137–138)。これらの気門は縦長いスリット状で周辺がやや盛り上がり、前後ほど小さくなる(pp137–138)。他のムカデはいわゆる側気門類で、気門は対になって体節の左右（脚の付け根上方の側板）に配置される。これらの気門の形は種類によって異なり、保護（水の侵入や水分の流失を防ぐ）用の剛毛に覆われている(p139)。ジムカデ類の気門は第1脚と曳航肢以外の全ての有脚胴節にもつが、ナガズイシムカデ類・イシムカデ類・オオムカデ類の気門は、原則として曳航肢以外の長い背板をもつ有脚胴節（1・3・5・7・8およびそれ以降の偶数番目の有脚胴節）のみにもつ(pp137–142)。しかしイシムカデ類の第1・5・8・12・14有脚胴節とオオムカデ類の第7有脚胴節は種類により気門の有無が異なり、ナガズイシムカデ類とオオムカデ類の第1有脚胴節は原則として気門をもたない(pp137–139)。また、オオムカデ類の Plutonium zwierleini は、本群として例外的に曳航肢以外の全ての有脚胴節に気門をつ(p139)。
ゲジ類の気管は細短くて気門ごとに数百本有し、連合（anastomoses）をもたず、左右に向けて放射状に枝分かれている(pp141–143)。その造形は肺（lung）を彷彿とさせ、「tracheal lung」とも呼ばれている(p142)。ナガズイシムカデ類の気管は気門ごとに細い1,500本以上有し、分岐や連合はもたず、大部分が該当胴節の範囲に収まれる(pp144–145)。イシムカデ類・オオムカデ類・ジムカデ類の気管は比較的肥厚で全身に及ぶほど長く、細かな気管小枝（tracheole）まで枝分かれている(pp143–147)。そのうちイシムカデ類の気管は左右非対称で連合をもたず、オオムカデ類の気管は大型種ほど数多く発達し、ジムカデ類の気管は体の正中線でX字状の連合（chiasma）を繰り返す(pp142–147)。

#### 末端の体節

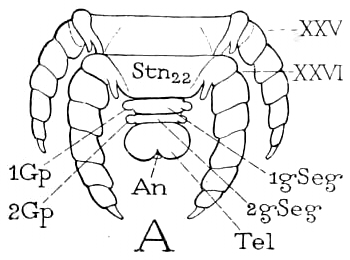
オオムカデ類の胚の末端腹面[注釈 13]
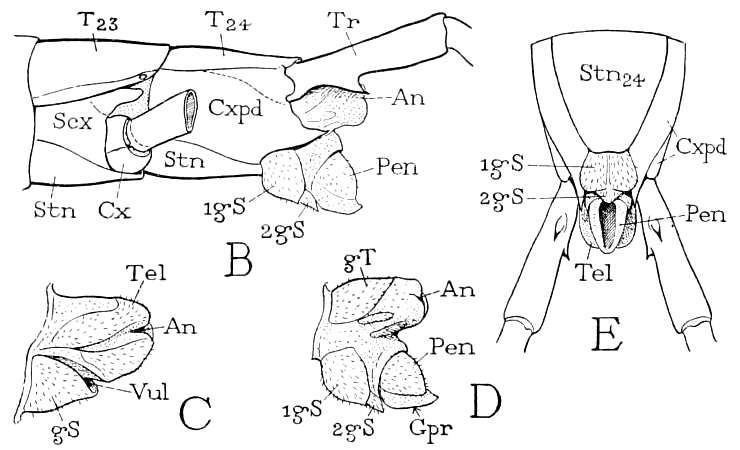
オオムカデ類の末端左側面（B, C, D）と腹面（E）[注釈 13]B, D, E: 雄、C: 雌
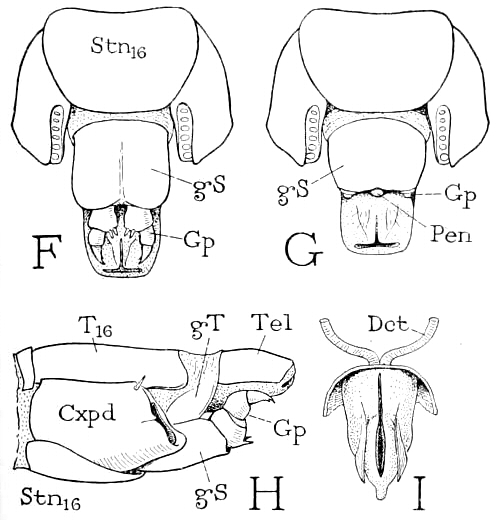
イシムカデ類の末端腹面（F, G, I）と左側面（H）[注釈 13]F, H: 雌、G, I: 雄
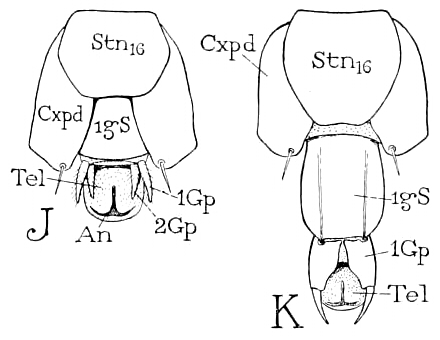
ゲジ類の末端腹面[注釈 13]J: 雄、K: 雌

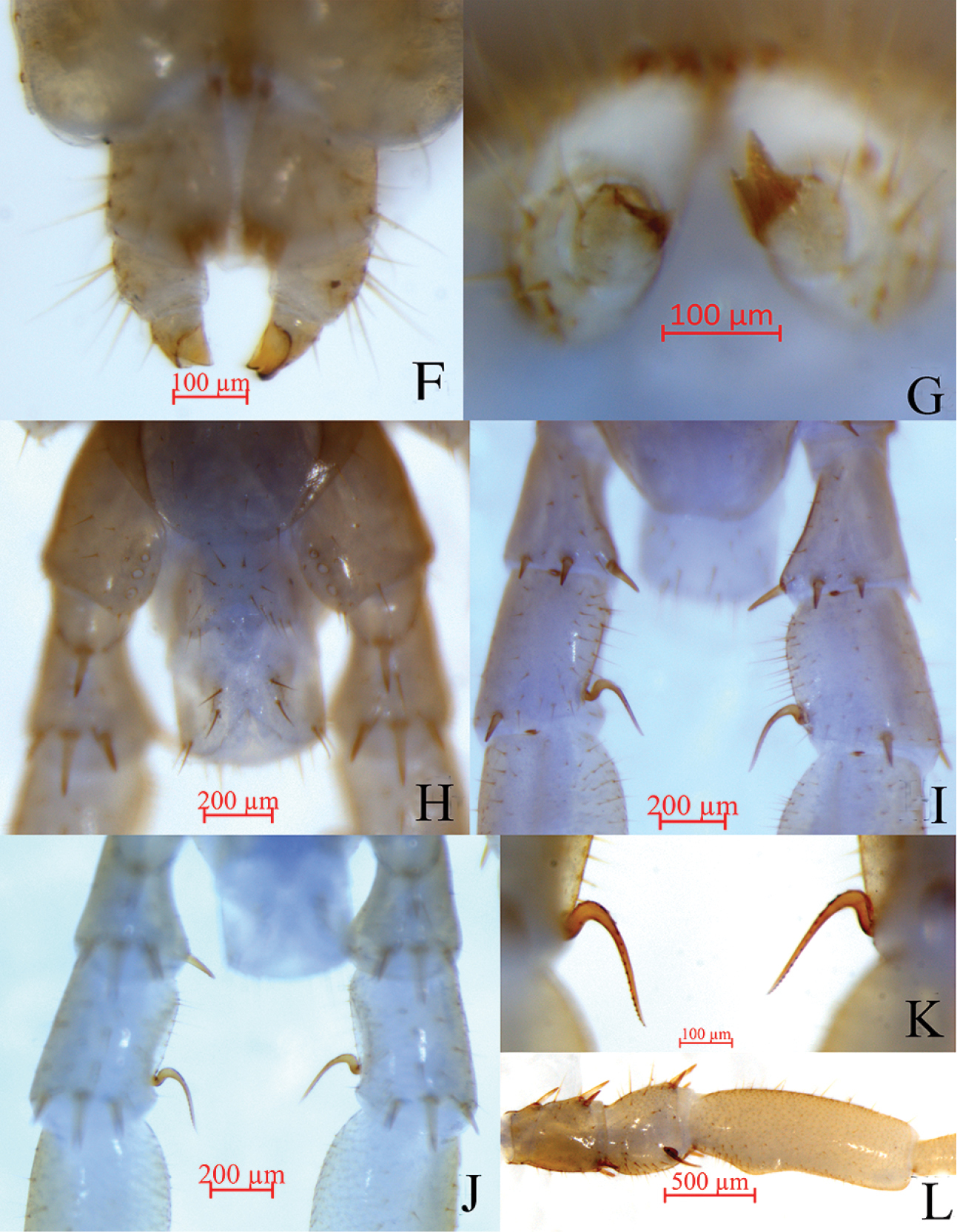
イシムカデ類の における雌性生殖器（F, G）、雄性生殖器（H）と雄性曳航肢に特有の突起物（I-L）。

曳航肢をもつ最終有脚胴節の直後には複数の短い胴節（postpedal segment）が続くが、背板と腹板の退化が進んで見かけ上の分節は不明瞭のため、実際の胴節数は判断しにくい。少なくとも外性器をもつ2節の生殖節（genital segment）と非体節性な尾節（telson）をもつことが広く認められ、オオムカデ類の胚とジムカデ類の初齢幼体で比較的顕著に見られる(p63)。外性器の構造は雌雄により異なるため（後述）、この部分で成体の雌雄を判別できる(p279)。しかしオオムカデ類の場合、これらの部分は退化的で、普段では曳航肢の有脚胴節に格納され、背面からは観察できない(p63)。
第1生殖節の両腹面にある1対目の生殖肢（gonopod）は雄より雌の方が発達で、これはゲジ類とイシムカデ類で特に顕著である。第2生殖節は生殖孔（genital opening, gonopore）を有する単一の外性器（雌の産卵口 vulva もしくは雄の陰茎 penis）を腹面中央にもち、ゲジ類の雄では2対目の生殖肢を両腹面にもつ(p63)。末端の尾節は目立たなく、1枚の目立たない背板を背面に、という肛門を覆いかぶさった1対の板状構造（anal valve）を腹面にもつ(p63)。
一部の文献では、最終有脚胴節と第1生殖節の間に更に1節の胴節（intermediate segment）をもつとし、それを踏まえてゲジ類・イシムカデ類・ジムカデ類の生殖節直前の背板をこの体節由来（intermediate tergite）とされるが、懐疑的で、前述のオオムカデ類の胚とジムカデ類の初齢幼体にそのような体節が見当たらない(pp59–60)。

### 性的二形
性的二形は原則として目立たない。雌が雄より大きいという体格差は往々にして控え目で、性的二形な胴節数をもつ一部のジムカデ類（雌の方が胴節数が多い）のみ明瞭である(p279)。他の細部な性的二形の例として、一部のジムカデ類は触角と曳航肢が雌雄により肢節の比率や剛毛の構造が異なり、一部のイシムカデ類と Otostigmus属のオオムカデ類は特殊な突起を雄の後方の背板にもち、イシムカデ類・Tygarrup属のジムカデ類と一部のオオムカデ類は何らかの特殊な表面構造や突起物を雄の曳航肢にもつ(pp279–280)。なお、イシムカデ類の Paitobius zinus は例外的に顕著な性的二形を示し、雄の顎肢は雌より飛び抜けて長大である(p279)。

## 生理学と生態

### 生息環境と活動様式
極地を除いて、ムカデは世界各地の陸上に分布し、熱帯雨林においては最も多様化している。多くが夜行性で森林中の落ち葉・朽木・石の裏など湿度の高い場所に住むが、草原・砂漠・洞窟・海岸などに生息する種類もいくつかある。
移動の際、ムカデは先頭の触角で周りを探知し、両筋の歩肢を左右相互に波打ちして俊敏に歩く。末端の曳航肢は歩行には用いず、分類群により感覚・威嚇・防衛・捕食・配偶行動・頭部（触角）に擬態・移動中のバランス調節などの機能を果たす。触角や脚の手入れを頻繁に行い、顎肢でそれを1本ずつ掴みながら第1小顎で掃除する。
ムカデの活動様式は地表を走る徘徊性から土中を掘り進む地下性まで知られ、ゲジ類とイシムカデ類は前者、ジムカデ類は後者、ナガズイシムカデ類と多くのオオムカデ類は両者の中間程度に当たる(p309)。ゲジ類は主に開いた場所を、他の群は主に落ち葉や地下などの狭い土壌環境を好んで生息し、これはそれぞれの体の構造や捕食行動（後述）に大きく関与する。ゲジ類の胴部はコンパクトな構造の背板により移動中のうねりを抑えられ、細長い脚で開いた場所を安定に走るのに適している。他の群では平たい体を利して狭い環境を進出し、中でイシムカデ類は比較的コンパクトな体型（背板が顕著に長短を繰り返した短い胴部）とやや長い脚によりゲジ類と似た安定性を得られるが、ナガズイシムカデ類・オオムカデ類・ジムカデ類では胴部が細長い形や細分化した背板と腹板により幅広い可動域を得られている。特に地下性のジムカデ類は前進・後退とも俊敏で、脚が短くて胴節の伸縮性も優れており、土中の狭い隙間を進めるのに適している。

### 食性と捕食行動
ムカデは多くが単独生活をする肉食動物であり、待ち伏せや偶発に遭遇した昆虫などの小動物を捕食する。全般的には偏食性のないジェネラリストとされるが、スペシャリストな例も僅かに知られている（ヤスデを専門に捕食する Edentistoma 属の一種など）。腐肉を摂ることもあり、人工飼育による観察では飢えた場合は植物組織を摂食する記録もある。
顎肢はどのムカデにおいてもの主要な捕食器官であり、獲物を捕獲しては先端から毒を注入して麻痺させる役割を果たす。餌の咀嚼は主に大顎と小顎で行われている。他の具体的な捕食行動は分類群により様々で、次の通りに挙げられる。
- ゲジ類はコンパクトな体型と長い脚を利して開いた場所を軽快に徘徊し、獲物を待ち伏せては追い込んで捕食する[15]。捕食の際には脚も主に用いられ、鞭状に長い跗節で投げ縄のように獲物を巻きつく[33][45](p222)。この脚で飛行中の昆虫をも捕らえ[20]、複数の獲物を持ちながらも移動できる[33]。顎肢は獲物を噛みつくより上から突き刺すように用いられ、咀嚼には使われていない[15]。
- 他のムカデは平たい体型と左右で水平方向に噛み合う顎肢を利して、落ち葉や地下などの狭い環境を進出しつつも、偶発に遭遇した獲物を即時に強い噛む力と毒で仕留める[26][15]。顎肢は獲物の捕殺だけでなく、咀嚼にも用いられている[15]。
  - イシムカデ類は地表の活動的な小動物を餌とし、待ち伏せ捕食者と考えられる種類もある[46]。
  - ナガズイシムカデ類の食性は明らかになっていないが、飼育下では朽木からシロアリを掘り出して捕食する行動が見られる[47]。
  - オオムカデ類は多くが地表や樹上などを徘徊し、特に大型種ではカエル・トカゲ・鳥類・ヘビ・ネズミ・飛行中のコウモリなどの小型脊椎動物さえ捕食することが知られている[48][49]。オーストラリア東部のノーフォーク島の南にある無人島に生息する Cormocephalus coynei は、餌組成の48％もの割合を脊椎動物が占めており、その孤島の頂点捕食者として重要な生態系機能を果たしていることが示唆されている[50]。
  - ジムカデ類は短い脚と伸縮する細長い体で地下を掘り進め、土中のミミズなどを捕食する[41]。

### 天敵

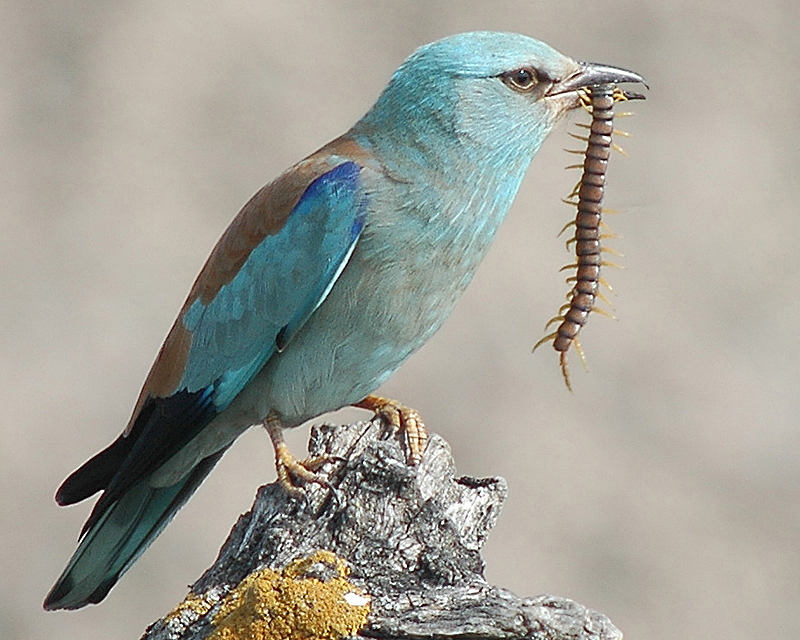
ニシブッポウソウに捕食されるオオムカデ類

天敵として鳥類・爬虫類・哺乳類などの脊椎動物、および他の肉食節足動物などがある。ムカデ類を専門に捕食する肉食動物は、Aparallactus capensis というヘビの1種や Stigmatomma pluto（=Amblyopone pluto）というジムカデ類を好んで捕食するアリの1種が挙げられる。

### 防衛と擬態

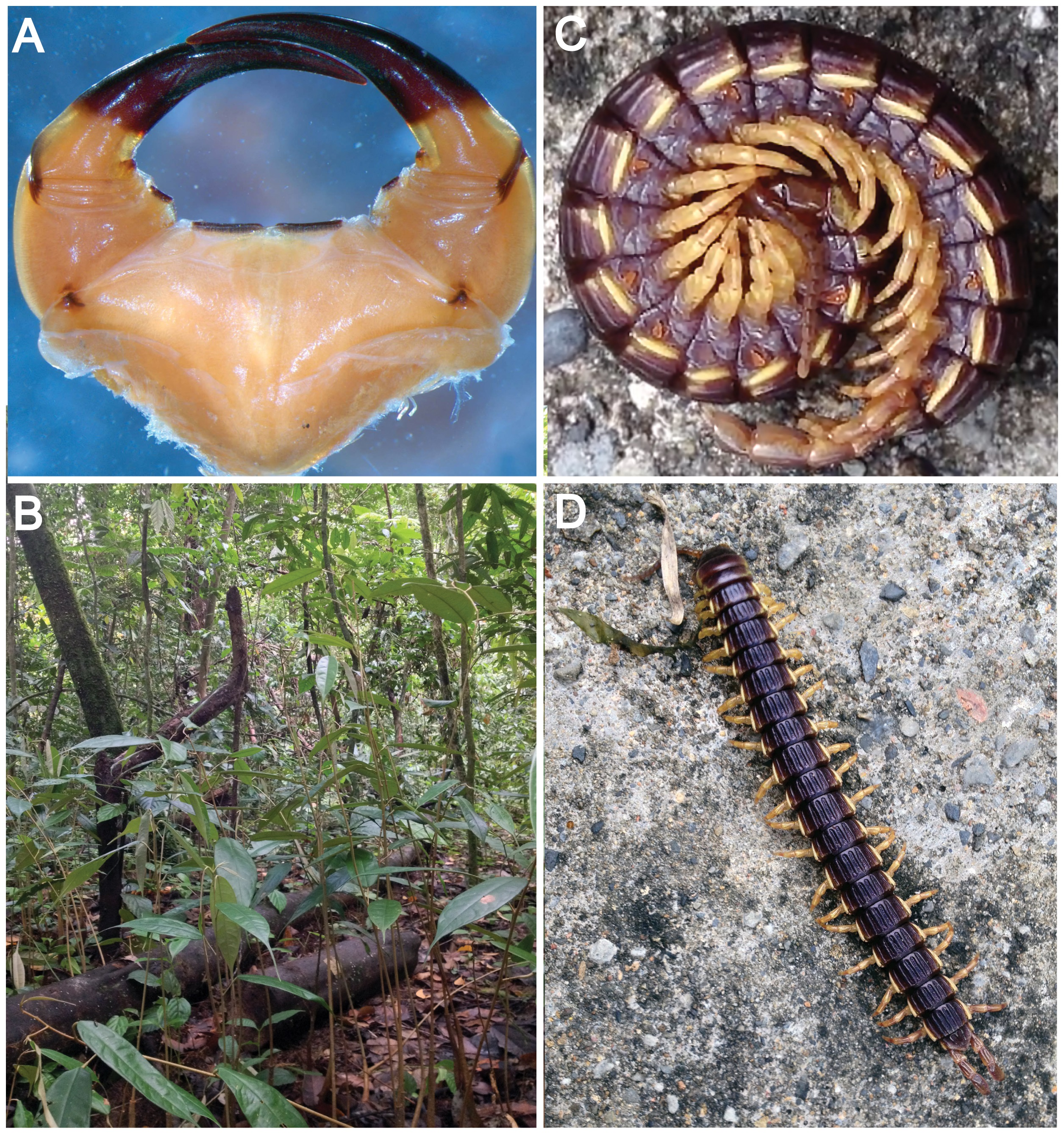
Edentistoma属の一種（A, C, D）とその生息地（B）

相手に噛み付いて自衛する習性をもつが、どのムカデ類も刺激や危険に遭うと反撃よりは逃走をしようとする。ジムカデ類以外の種類は、転節の特殊な割れ目から脚を自切することができ、ゲジ類で特によく行われている。一部の種類、特にゲジ類とオオムカデ類は胴部末端が頭部に似た色や触角らしき曳航肢をもつが、これは頭部との区別をしにくくする自己擬態（automimicry）効果を発揮し、それを狙って捕殺する捕食者を惑わす特徴だと考えられる。イシムカデ類は最終数対の脚を上下に揺らして粘液を分泌し、クモやアリなどの小型捕食者からの攻撃を防ぐ。オオムカデ類は最終数対の脚をもち上げて威嚇することがある。Edentistoma属は形態・行動ともヤスデに擬態し、背板は硬化して動きが遅く、刺激を受けると体を丸める。ジムカデ類は腹板にある特殊な腺（sternal gland）から粘性のある化学物質を分泌して身を守る。

### 繁殖と発育

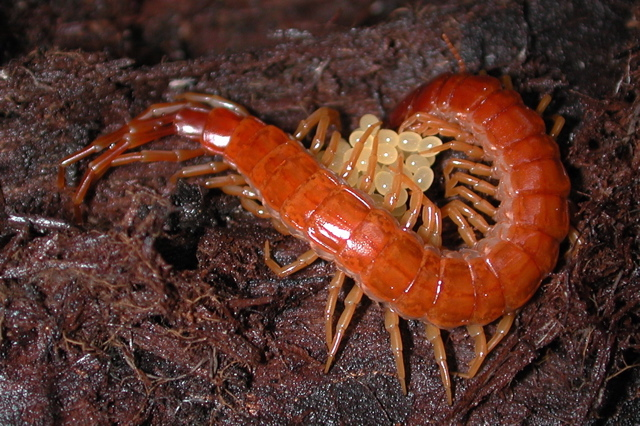
卵を保護するオオムカデ類
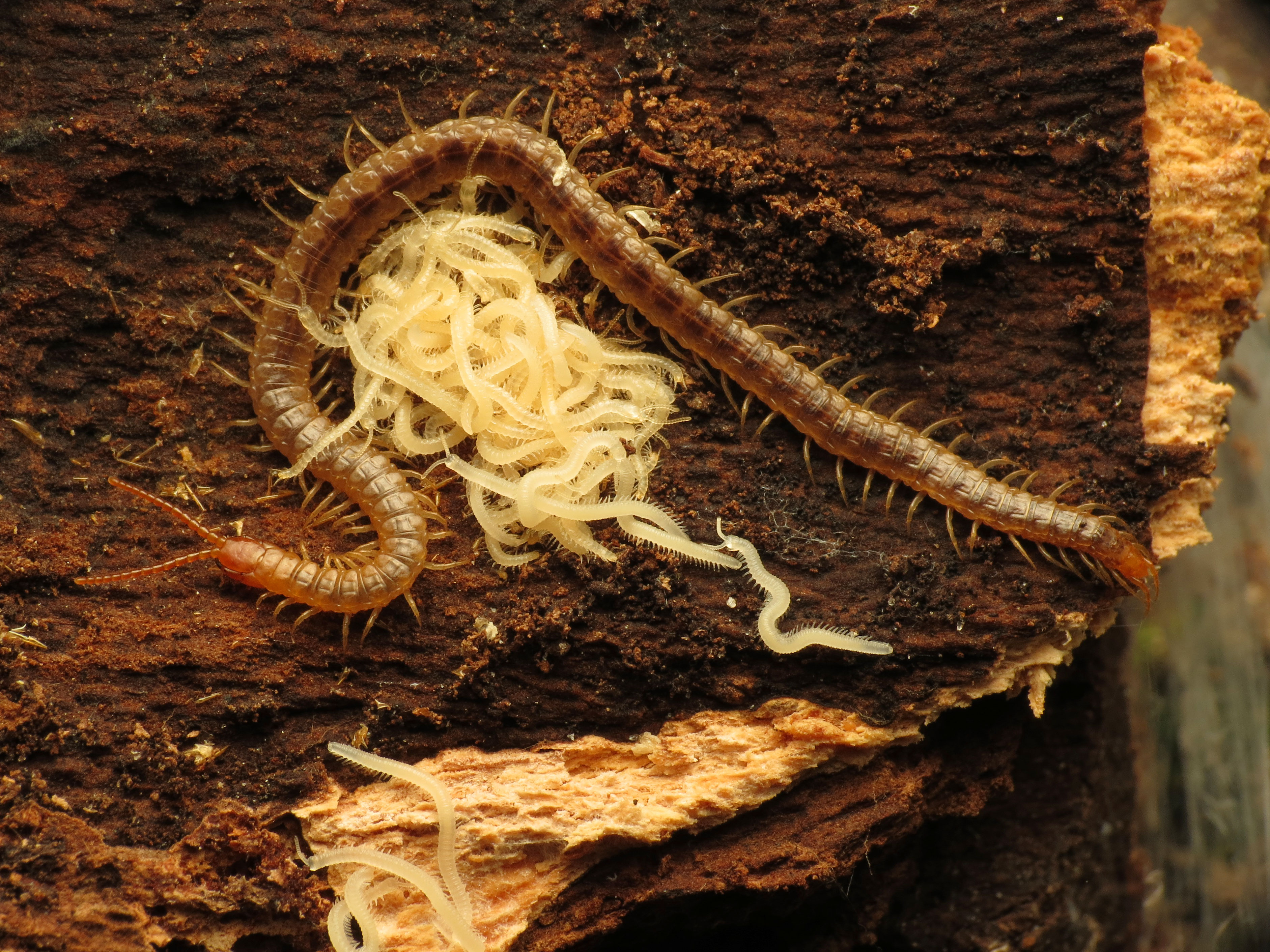
ジムカデ類の親と幼体

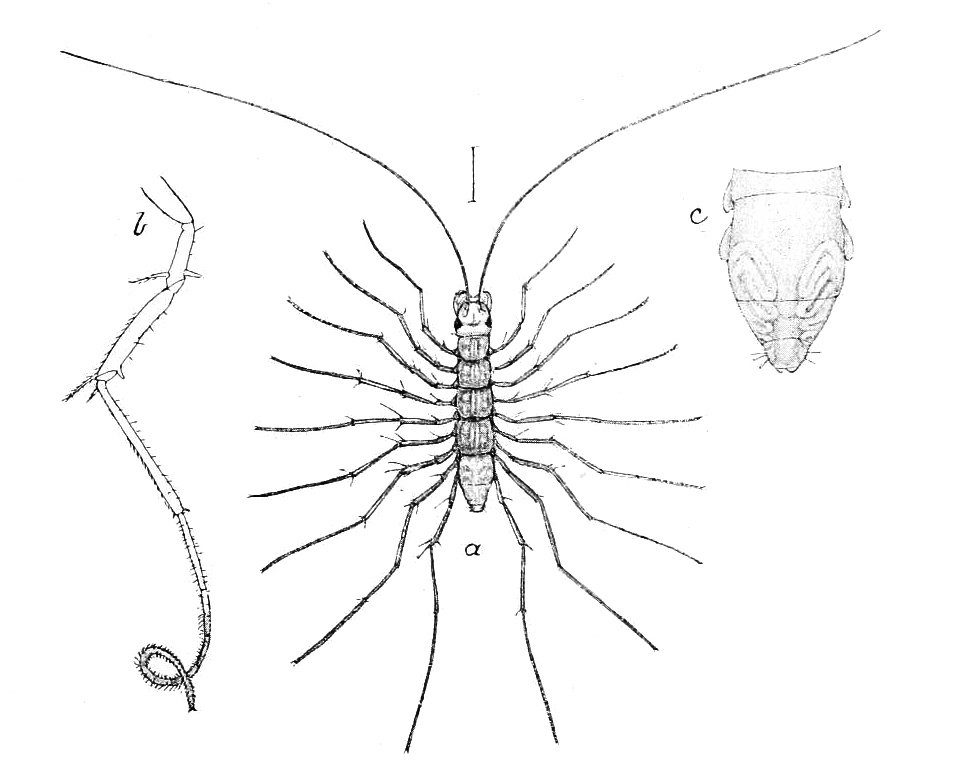
ゲジ類の脚9対の幼体（a）とその末端にある発育中の脚（c）

配偶子のやり取りは交尾ではなく、精包（spermatophore）の受け渡しを通じて行い、雌は末端の外性器で雄の精包を受け取る。雌雄は輪を描くようにお互いの末端に向き合いながら、触角で相手の曳航肢と触れ合う配偶行動が知られている。卵生で、ゲジ類とイシムカデ類の幼生は孵化から既に単独生活をするが、ジムカデ類・オオムカデ類・ナガズイシムカデ類の雌親は育児習性をもち、卵と初齢幼体の世話をする。ゲジ類とイシムカデ類の雌親は子育てをしないが、産卵の際に発達した生殖肢で卵の位置を調整する。
幼体の成長様式は分類群により異なる。ゲジ類・イシムカデ類・ナガズイシムカデ類、いわゆる改形類（Anamorpha）の初齢幼体は成体より少数の脚と体節で生まれ（それぞれ4対・6/7/8対・12対）、成長するたびに脱皮を経てその数を後ろから増やしていく（増節変態 Anamorphic development）。ゲジ類とイシムカデ類は複数回の脱皮を経て15対に達するが、ナガズイシムカデ類は1回だけで15対になる。一方、オオムカデ類とジムカデ類はいわゆる整形類（Epimorpha）であり、孵化から既に成体の同様な脚と体節数を整っている。欠損した脚や触角などの付属肢は次の脱皮で再生する。

## 分類

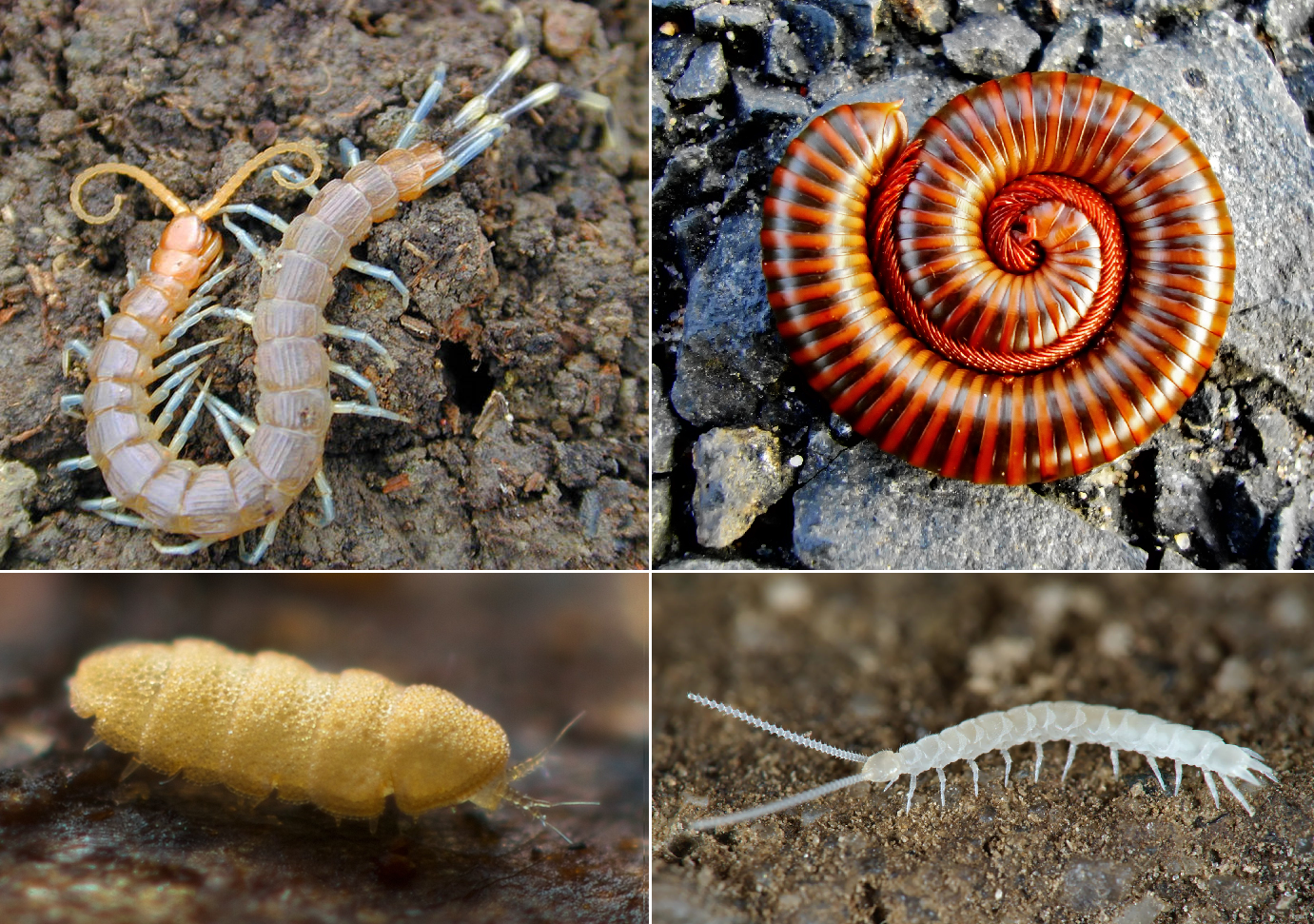
多足類のムカデ（左上）、ヤスデ（右上）、エダヒゲムシ（左下）、およびコムカデ（右下）

|        | コムカデ                                                |
|        |                                                         |
| 双顎類 | \| \| エダヒゲムシ \| \| \| \| \| \| ヤスデ \| \| \| \| |
|        | \| \| エダヒゲムシ \| \| \| \| \| \| ヤスデ \| \| \| \| |
|        | エダヒゲムシ                                            |
|        |                                                         |
|        | ヤスデ                                                  |
|        |                                                         |

|  | エダヒゲムシ |
|  |              |
|  | ヤスデ       |
|  |              |

|        | コムカデ                                                |
|        |                                                         |
| 双顎類 | \| \| エダヒゲムシ \| \| \| \| \| \| ヤスデ \| \| \| \| |
|        | \| \| エダヒゲムシ \| \| \| \| \| \| ヤスデ \| \| \| \| |
|        | エダヒゲムシ                                            |
|        |                                                         |
|        | ヤスデ                                                  |
|        |                                                         |

|  | エダヒゲムシ |
|  |              |
|  | ヤスデ       |
|  |              |

|        | コムカデ                                                |
|        |                                                         |
| 双顎類 | \| \| エダヒゲムシ \| \| \| \| \| \| ヤスデ \| \| \| \| |
|        | \| \| エダヒゲムシ \| \| \| \| \| \| ヤスデ \| \| \| \| |
|        | エダヒゲムシ                                            |
|        |                                                         |
|        | ヤスデ                                                  |
|        |                                                         |

|  | エダヒゲムシ |
|  |              |
|  | ヤスデ       |
|  |              |

|        | コムカデ                                                |
|        |                                                         |
| 双顎類 | \| \| エダヒゲムシ \| \| \| \| \| \| ヤスデ \| \| \| \| |
|        | \| \| エダヒゲムシ \| \| \| \| \| \| ヤスデ \| \| \| \| |
|        | エダヒゲムシ                                            |
|        |                                                         |
|        | ヤスデ                                                  |
|        |                                                         |

|  | エダヒゲムシ |
|  |              |
|  | ヤスデ       |
|  |              |

|        | コムカデ                                                |
|        |                                                         |
| 双顎類 | \| \| エダヒゲムシ \| \| \| \| \| \| ヤスデ \| \| \| \| |
|        | \| \| エダヒゲムシ \| \| \| \| \| \| ヤスデ \| \| \| \| |
|        | エダヒゲムシ                                            |
|        |                                                         |
|        | ヤスデ                                                  |
|        |                                                         |

|  | エダヒゲムシ |
|  |              |
|  | ヤスデ       |
|  |              |

|        | コムカデ                                                |
|        |                                                         |
| 双顎類 | \| \| エダヒゲムシ \| \| \| \| \| \| ヤスデ \| \| \| \| |
|        | \| \| エダヒゲムシ \| \| \| \| \| \| ヤスデ \| \| \| \| |
|        | エダヒゲムシ                                            |
|        |                                                         |
|        | ヤスデ                                                  |
|        |                                                         |

|  | エダヒゲムシ |
|  |              |
|  | ヤスデ       |
|  |              |

|        | コムカデ                                                |
|        |                                                         |
| 双顎類 | \| \| エダヒゲムシ \| \| \| \| \| \| ヤスデ \| \| \| \| |
|        | \| \| エダヒゲムシ \| \| \| \| \| \| ヤスデ \| \| \| \| |
|        | エダヒゲムシ                                            |
|        |                                                         |
|        | ヤスデ                                                  |
|        |                                                         |

|  | エダヒゲムシ |
|  |              |
|  | ヤスデ       |
|  |              |

|        | コムカデ                                                |
|        |                                                         |
| 双顎類 | \| \| エダヒゲムシ \| \| \| \| \| \| ヤスデ \| \| \| \| |
|        | \| \| エダヒゲムシ \| \| \| \| \| \| ヤスデ \| \| \| \| |
|        | エダヒゲムシ                                            |
|        |                                                         |
|        | ヤスデ                                                  |
|        |                                                         |

|  | エダヒゲムシ |
|  |              |
|  | ヤスデ       |
|  |              |

節足動物の中で、ムカデ（ムカデ綱/唇脚綱 Chilopoda）はヤスデ（ヤスデ綱/倍脚綱 Diplopoda）・コムカデ（コムカデ綱/結合綱 Symphyla）・エダヒゲムシ（エダヒゲムシ綱/ヤスデモドキ綱 Pauropoda）とともに多足類（多足亜門 Myriapoda）に分類される綱の一つである。多足類の中で、ムカデとコムカデを近縁とする（Trignatha/Atelopoda をなす）説もあったが、ムカデを後性類（Opisthogoneata, ムカデ上綱とも）、コムカデ・エダヒゲムシ・ヤスデを前性類（Progoneata, ヤスデ上綱とも）に分ける説の方が多くの形態学と分子系統学の見解に支持される。名に現れるように、後性類は生殖孔を胴部の後方、前性類は生殖孔を胴部の前方に配置される。一方、ムカデとヤスデは姉妹群という、今まで提唱されなかった類縁関係を示唆する分子系統解析結果もわずかにある。

### 下位分類
3,000種以上のムカデが知られ、ゲジ（ゲジ目 Scutigeromorpha）・イシムカデ（イシムカデ目 Lithobiomorpha）・ナガズイシムカデ（ナガズイシムカデ目 Craterostigmomorpha）・オオムカデ（オオムカデ目 Scolopendromorpha）・ジムカデ（ジムカデ目 Geophilomorpha）という5つの群（目）で大まかに分けられる。絶滅した化石種まで範囲を広げると、Devonobius delta という1種のみによって知られる Devonobiomorpha目もある。
それぞれの目の単系統性は広く認められるが、現生5目の系統関係については20世紀から様々な説を提唱され、次の通りに挙げられる。
- 改形類 Anamorpha（改形亜綱/ゲジ亜綱、=Triakontapoda：ゲジ・イシムカデ・ナガズイシムカデ）
  - 増節変態な成長様式（Anamorpha の場合）もしくは15対の脚（Triakontapoda の場合）を基に提唱される。
- 整形類 Epimorpha（整形亜綱/ムカデ亜綱、オオムカデ・ジムカデ）説
  - 増節変態しない成長様式を基に提唱される。
- 背気門類 Notostigmophora（背気門亜綱、ゲジ）/側気門類 Pleurostigmophora（側気門亜綱、イシムカデ・ナガズイシムカデ・オオムカデ・ジムカデ）説
  - 気門の位置（背面/側面）を基に提唱される。
- Heteroterga（ゲジ・イシムカデ・ナガズイシムカデ・オオムカデ）説
  - 変則的な背板を基に提唱される。
- Gonopodophora（ゲジ・イシムカデ）説
  - 発達した生殖肢を基に提唱される。
- Phylactometria（ナガズイシムカデ・オオムカデ・ジムカデ）説
  - 育児習性を基に提唱される。
- Amalpighiata（イシムカデ・オオムカデ・ジムカデ）説
  - 分子系統解析の結果（後述）を基に提唱される。

21世紀以降の形態学と分子系統解析では、背気門類/側気門類説と整形類説が広く認められる。この系統関係を踏まえて、ムカデにおける様々な性質の起源と進化は次の通りに推測される。
- ゲジ類は現生群のうち最初に分岐した基盤的なムカデで、そのいくつかの性質（複眼・ドーム状の頭部・上下に動く細長い顎肢・左右分節した顎肢基胸板など）と改形類に見られる共通点（増節変態・側頭器官・環状の顎肢腿節と脛節・15対の脚など）は整形類で失ったムカデの祖先形質で、すなわち複眼の欠如・平たい頭部・癒合した顎肢基胸板・曳航肢の coxal organ は側気門類の共有派生形質とされる[23][20][34]。
- 増節変態の欠如・半環状の顎肢腿節と脛節・21対以上の脚は整形類の共有派生形質とされる[23][20]。
- オオムカデ類の Scolopendropsis duplicata とジムカデ類における39対以上の脚は収斂進化で、いずれも整形類の祖先形質である21対の脚から倍増した跳躍進化の結果とされ、同時に数種のジムカデ類に見られる27-33対の脚は、39対以上の脚から二次的に減少した結果とされる[19]。
- 背気門類（ゲジ類）と側気門類の気管系は別起源、もしくはそのいずれかの気管系がムカデの祖先形質とされる（側気門類祖先形質解釈の場合、左右2列の気管系が背気門類に至る系統で左右癒合し、背面中央一例の気管系に進化したと考えられる）[36]。

側気門類におけるイシムカデ類・ナガズイシムカデ類・整形類の系統関係については、形態学と分子系統学で相容れない結果が出ている。Phylactometria（ナガズイシムカデは整形類の姉妹群、イシムカデ類はそれらより基盤的）説は、イシムカデ類（癒合が不完全な基胸板・数多くの単眼など）とナガズイシムカデ類（増節変態と育児習性を兼ね備える）の中間的性質に示唆されるが、分子系統解析では Amalpighiata（イシムカデ類は整形類の姉妹群、ナガズイシムカデ類はそれらより基盤的）説の方が広く認められる。もし Amalpighiata説が正確であれば、ナガズイシムカデ類と整形類の育児習性はイシムカデ類で失った側気門類の祖先形質、もしくは収斂進化の結果とされる。
絶滅群の Devonobiomorpha は側気門類であるが、他の側気門類との類縁関係は不明確で、整形類とナガズイシムカデ類のいずれかに近縁だと推測される。

#### ゲジ

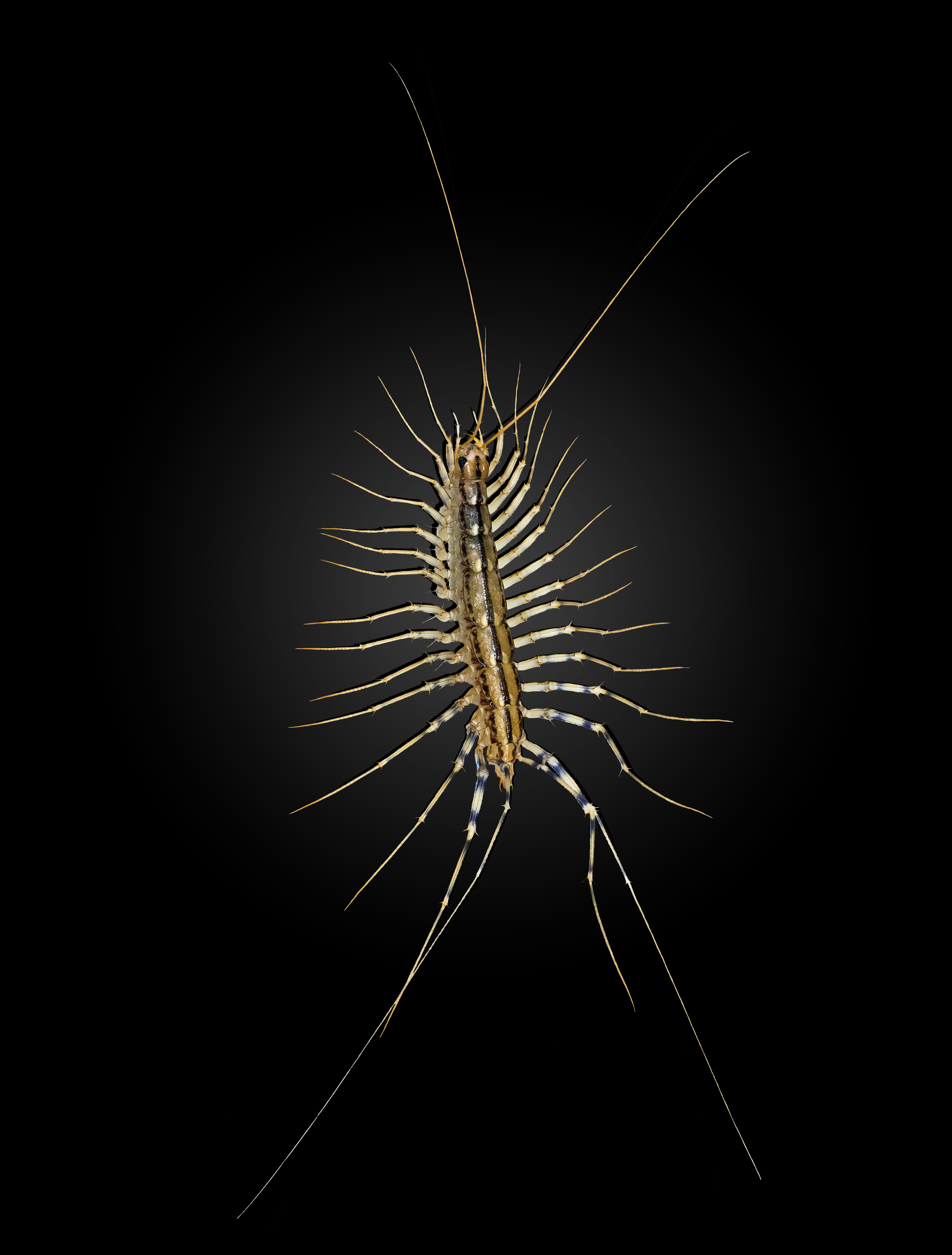
（ゲジ科）

ゲジ類（ゲジ目 Scutigeromorpha, 英: house centipede, cave centipede）は約100種を含め、ムカデの中では既知最古の化石記録をもち、ナガズイシムカデ類の次に種数が少ない現生目である。
本群は多足類全般的にも真の複眼をもつ唯一の現生分類群で、鞭状に細長い脚と短い胴部をもち、姿は他のムカデとは大きく異なる。頭部はドーム状で、触角は長い鞭状で数百節に細分される。15対の脚をもつ有脚胴節は8枚の背板のみ顕著に見られ、最後の1枚を除いてそれぞれの後縁中央に1個の気門をもつ(pp137–138)。第1生殖節の生殖肢は細い針状で、雄は2対目の生殖肢を第2生殖節にもつ。
徘徊性で、投げ縄のように機能する長い脚で獲物を捕える。洞窟で縄張りをつくり、集団生活をすることが知られる。また、本群はヘモシアニンを用いて酸素分子を運ぶ唯一のムカデ類でもある。雌親は子育をせず、生殖肢で卵の位置を調整する。幼体は増節変態をし、4対の脚のみをもって産まれる。
地中海原産で、北半球の温帯地域に広く分布する Scutigera coleoptrata が主によく知られ、本群の中で最も研究が進んだ種である。日本ではオオゲジと、種和名がゲジの Thereuonema tuberculata という2種が分布する。
- †（科）Latzeliidae
- （科）Psellioididae
- （科）Scutigerinidae
- ゲジ科 Scutigeridae：ゲジ（Thereuonema tuberculata）、オオゲジ、Scutigera coleoptrata など

#### イシムカデ

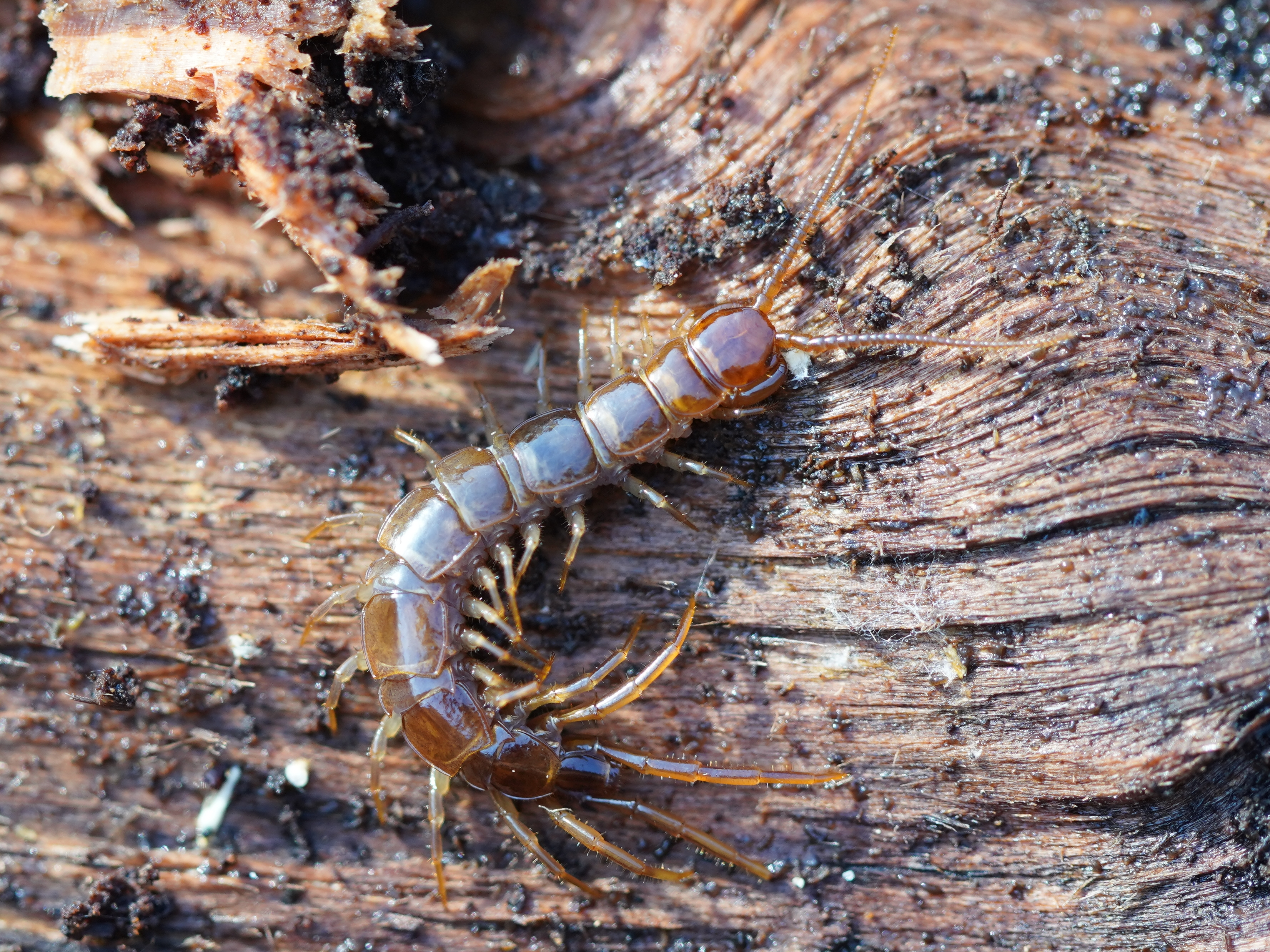
オオチャイロイシムカデ （イシムカデ科）

イシムカデ類（イシムカデ目 Lithobiomorpha, 英: stone centipede）は約1,500種を含め、体長は多くが3cm以内のやや小型の目である。
他の側気門類に比べて胴部は体長に対してやや短い。平たい頭部は円盤状で、触角は15-111節からなる(p44)。単眼はイシムカデ科で最多49対、トゲイシムカデ科で1対(p45)、無眼な種類もいくつかある。15対の脚をもつ有脚胴節は同じ枚数の背板に覆われるが、著しい長短を繰り返し、第2・4・6・9・11・13・15脚の背板が明らかに短い。曳航肢のみならず、直前の脚をも含めて後方数対（種により2-5対、通常4対）の歩肢基節に coxal organ をもつ。雌は丈夫な3節に分れた鉤爪状の生殖肢をもつ。
徘徊性で、後方数対の脚から防衛用の粘液を分泌することが知られている。雌親は子育をせず、生殖肢で卵の位置を調整する。幼体は増節変態をし、通常7対の脚のみをもって産まれるが、6対もしくは8対の例もある。
ヨーロッパ原産の汎存種であるオオチャイロイシムカデが最も一般に知られている。
- イッスンムカデ科 Ethopolidae - イッスンムカデなど
- トゲイシムカデ科 Henicopidae - メクライシムカデ、ゲジムカデ、トゲイシムカデなど
- イシムカデ科 Lithobiidae - ヒトフシムカデ、オオチャイロイシムカデなど

#### ナガズイシムカデ

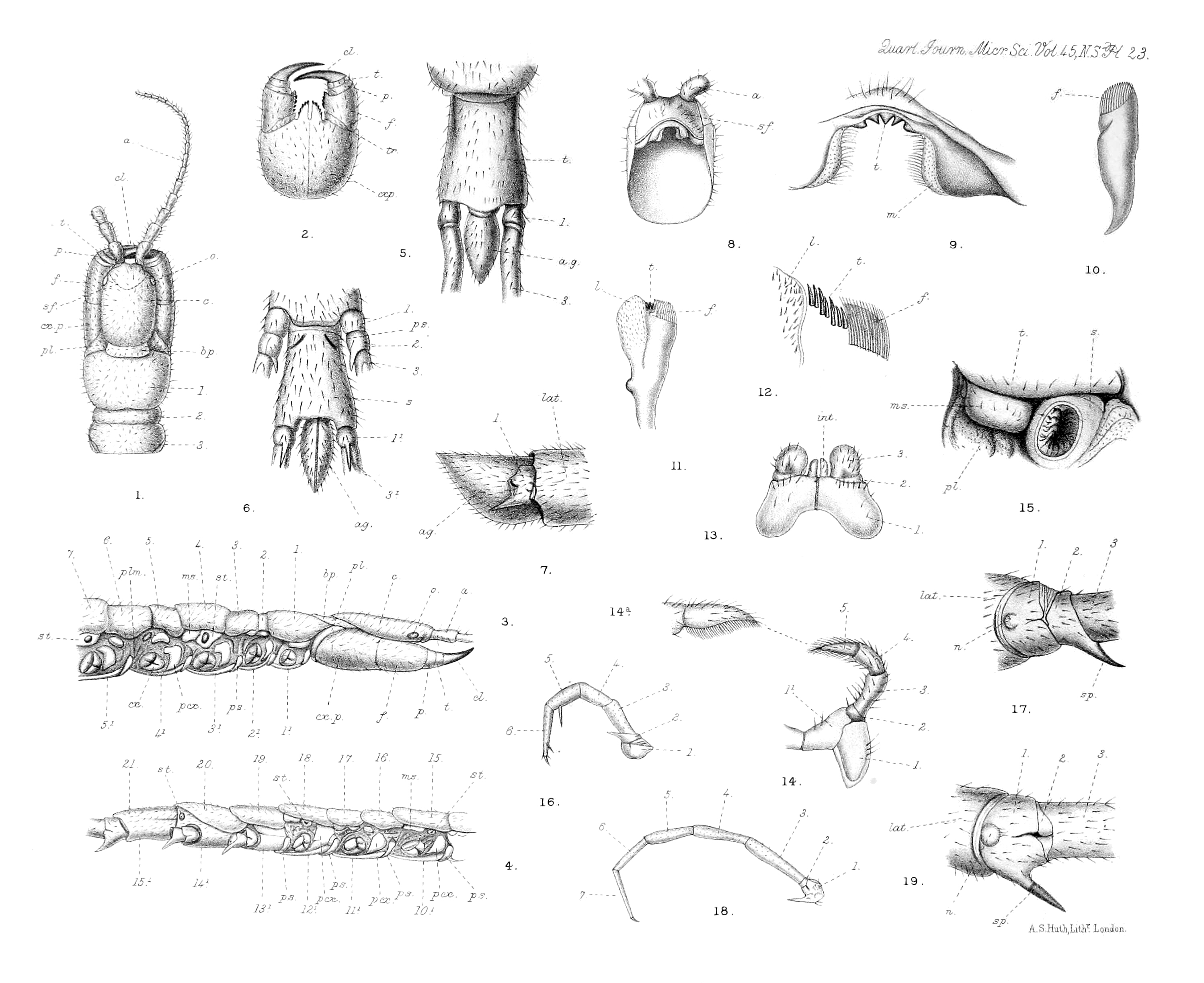
属の各部位

ナガズイシムカデ類（ナガズイシムカデ目 Craterostigmomorpha）は現生ムカデの中で種が最も少ない目で、Craterostigmus属の2種のみによって知られ、オセアニア大陸のタスマニア州とニュージーランドのみに分布する。
平たい頭部は縦長く、1対の単眼をもち、顎肢は他のムカデより前へ突き出す。15対の脚をもつ有脚体節は21枚の背板に覆われ、これは元々15枚であった有脚胴節背板のうち第1と14枚目以外の長い方（第3・5・7・8・10・12枚目）がそれぞれ前後2枚に細分した結果とされる(p58)。曳航肢の有脚胴節は外骨格が円筒状の体環に癒合し、末端背面には「anogenital capsule」という対になったカプセル状の構造体をもつ:63。
雌親は卵と幼体を育つ。幼体は増節変態をし、12対の脚のみをもって産まれる。
- ナガズイシムカデ科 Craterostigmidae

#### オオムカデ

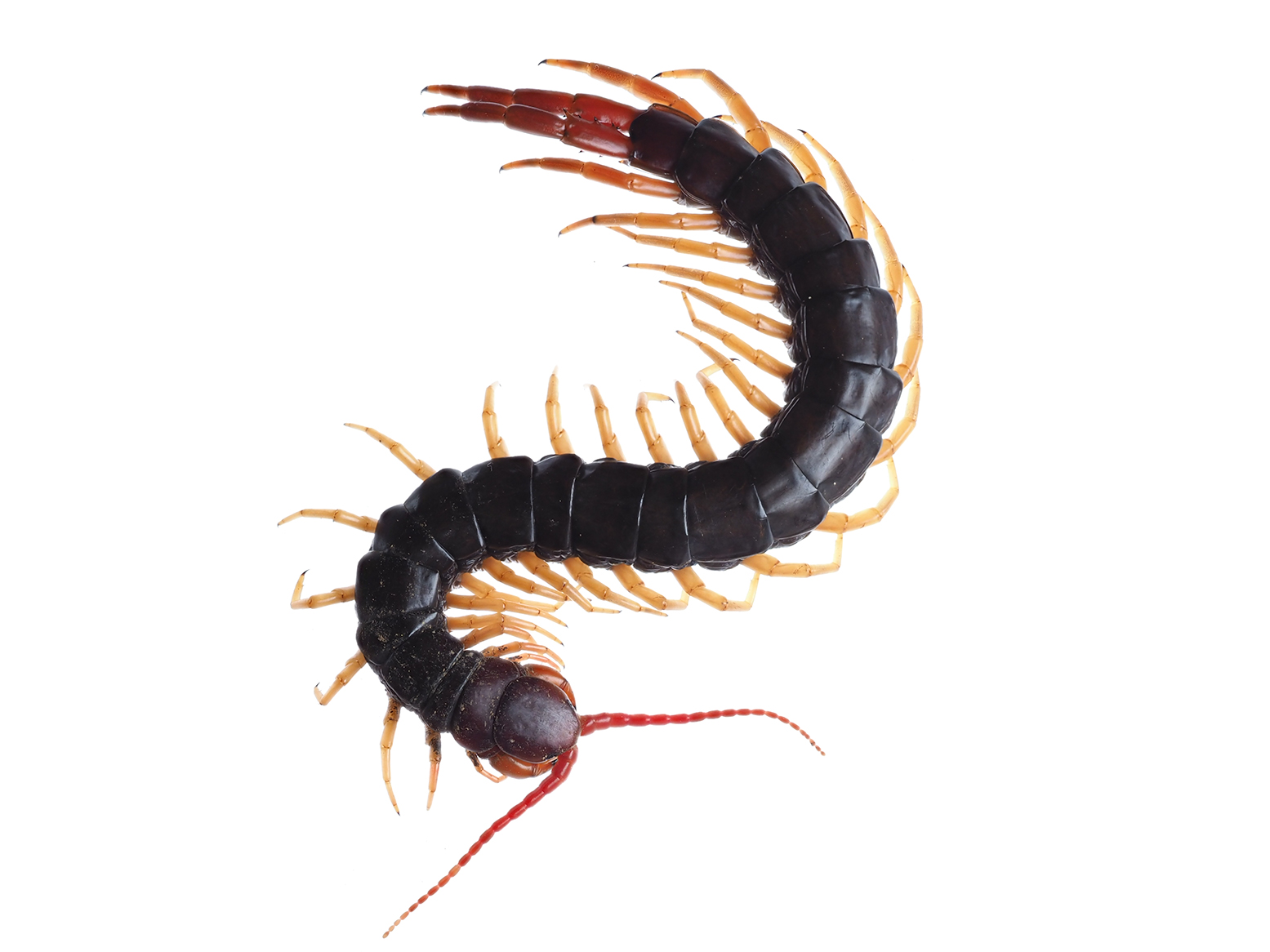
アカズムカデ （オオムカデ科）

オオムカデ類（オオムカデ目 Scolopendromorpha, 英: tropical centipede, bark centipede）は800種以上を含め、ムカデとして最も一般に知られる目である。
多くは10cm前後の大型で、最大のもの（ペルビアンジャイアントオオムカデ）は体長30cmに達し、世界最大のムカデとして知られている。平たい頭部は円盤状で、基本としては4対の単眼をもつが、1対や無眼の種類もある。脚は原則として21対で、例外としてアカムカデ科は23対、Scolopendropsis duplicata は39ないし43対をもつ。背板の枚数は脚の対の数に一致し、顎肢節と第1有脚胴節は1枚の背板のみに覆われている。背板はイシムカデ類より控え目な長短を繰り返し、第1・3・5と第8以降の偶数番目の背板が他の背板よりわずかに長い。生殖節は退化的で、普段は曳航肢の有脚胴節に格納される(p63)。
強い神経毒と獲物への高い攻撃性を有し、特に大型のものは小型脊椎動物も捕食できる。雄は多層の外皮に覆われるビーンズ型の精包を産み、雌親は卵と幼体を育つ。増節変態をせず、幼体は成体と同様な体節と脚数で産まれる。高い自衛性をもち、人間への咬害はほとんどがこの類に起因する。
- メナシムカデ科 Cryptopidae
- （科） Mimopidae [73]
- （科） Plutoniumidae [73]
- オオムカデ科 Scolopendridae - オオムカデ属（トビズムカデ、アオズムカデ、ハブムカデ、タイワンオオムカデ、ベトナムオオムカデ、ペルビアンジャイアントオオムカデなど）、アオムカデ、Edentistoma属など
- アカムカデ科 Scolopocryptopidae - セスジアカムカデなど

#### ジムカデ

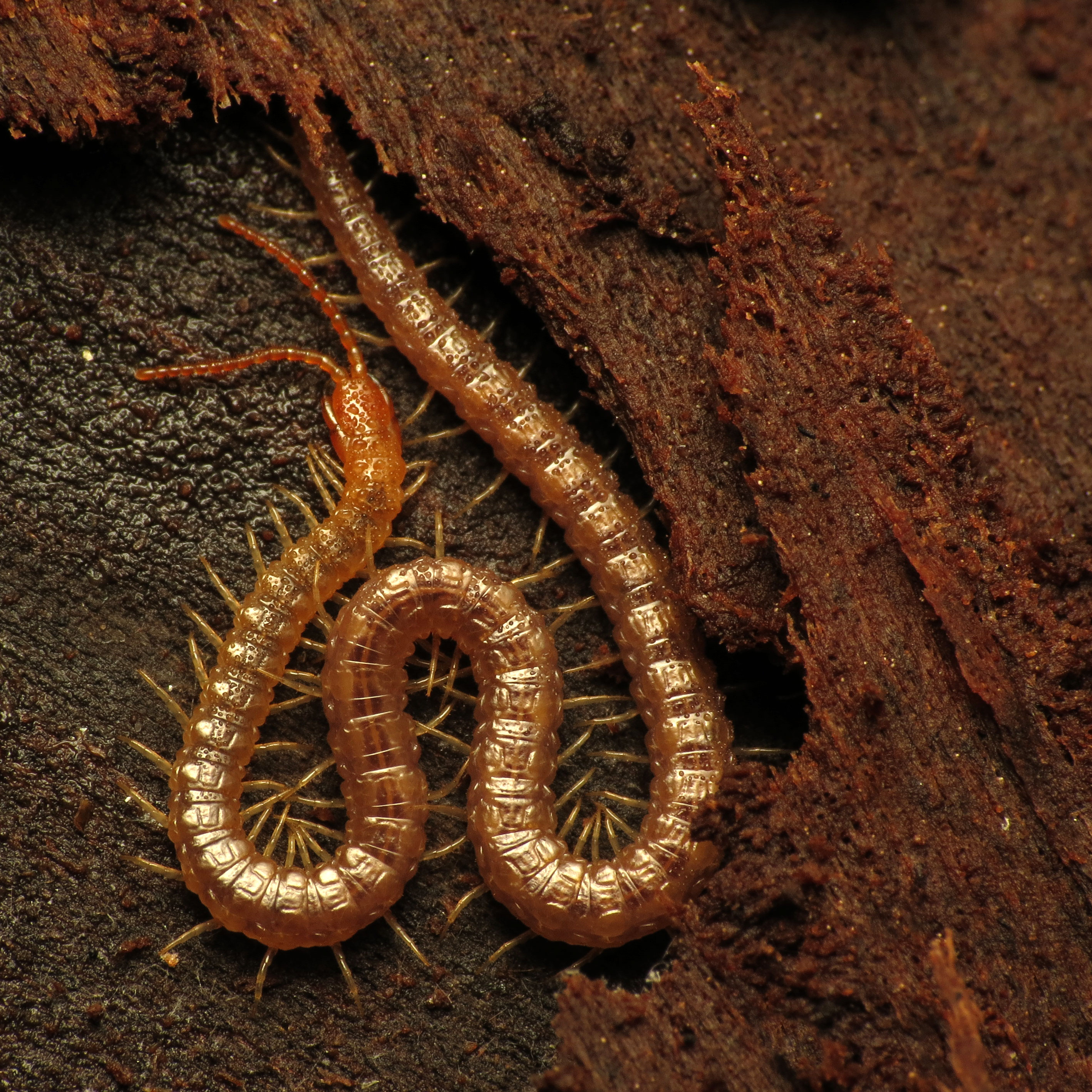
sp.（ジムカデ科）

ジムカデ類（ジムカデ目 Geophilomorpha, 英: soil centipede）は約1,300種を含め、ムカデ類の中では種数が最も多い目である。
多くが小型で、細長い胴部と比較的短い脚をもつ。平たい頭部は縦に長く、眼をもたず、触角は14節。脚の数はムカデの中でも最多で多様化しており、ナガズジムカデ科は41-101対、他の群（Adesmata）は27-191対に及ぶ。特に後者は同種においても数は多様で、性的二形も示し、往々にして雌の方が多い。曳航肢以外の全ての有脚胴節はほぼ同形で、そのうち第1脚以外の背板と腹板は前後で2枚（前方の短い1枚と後方の長い1枚）に細分される。第1脚と曳航肢以外の全ての有脚胴節に気門をもつ。
地中に棲む土壌生物であり、自身より小型のミミズなど他の土壌生物を捕食すると考えられる。脚の自切をせず、腹板から分泌した化学物質で身を守る。雌親は卵と幼体を育てる。増節変態をせず、幼体は成体と同様な体節と脚数で産まれる。
- マドジムカデ科 Chilenophilidae - フタマドジムカデ、ミドリジムカデなど
- ベニジムカデ科 Dignathodontidae - ベニジムカデなど
- ジムカデ科 Geophilidae [74] - スミジムカデ、ホソツチジムカデ、ヨコジムカデ、ツチムカデ、シマジムカデ
- オビジムカデ科 Himantariidae - ヨシヤジムカデなど
- ナガズジムカデ科 Mecistocephalidae - ツメジムカデ、ナガズジムカデ、ニブズジムカデ、タカシマジムカデ、タイワンジムカデ、モイワジムカデ、ヒロズジムカデ、アゴナガジムカデなど
- オリジムカデ科 Oryidae - ヒラタヒゲジムカデなど
- マツジムカデ科 Schendylidae - サキブトジムカデ、エスカリジムカデ、チチブジムカデ、モモジムカデなど

#### Devonobiomorpha
Devonobiomorpha はアメリカニューヨーク州にある古生代デボン紀の堆積累層 Panther Mountain Formation で化石が見つかり、Devonobius delta という1種のみによって知られる絶滅目である。知られる化石標本は不完全のため、不明な部分はいくつかある。
平たい頭部は円盤状で、眼をもたず、触角は13節を超えて（総数不明）末端節が特に長い。顎肢はイシムカデ類やナガズイシムカデ類に似ているが、1対の長い腱を基胸板後方にもつことにより他のムカデから区別される。脚と有脚胴節の総数は不明だが、少なくとも16対（有脚胴節16節）を超えている。有脚胴節の背板はイシムカデ類やオオムカデ類のような長短を繰り返し、知られる限り第9・11・13有脚胴節の背板が短い。末端の体節は不明。
- †（科）Devonobiidae

## 人間との関わり

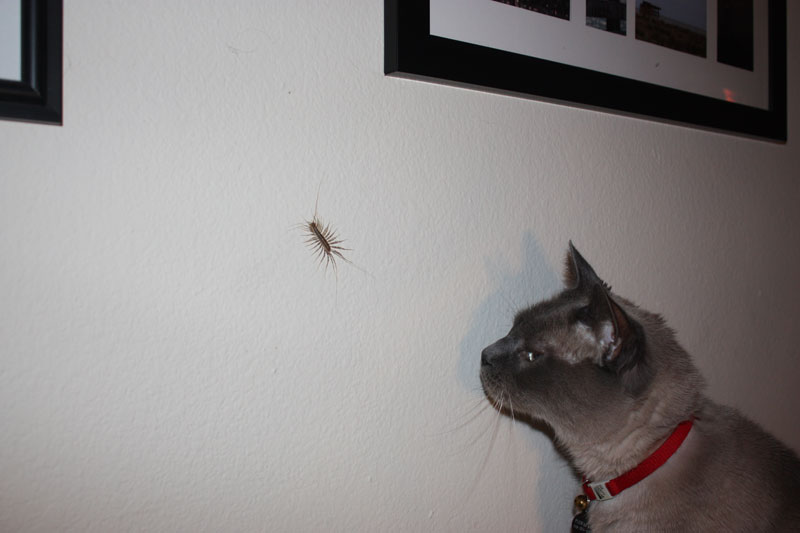
アパートの壁に付いたゲジ類

人間の生活と文化に関わるムカデとしてオオムカデ類が特に代表的で、世間一般におけるムカデへのイメージとなっている。有毒や凶暴な習性で畏敬され、世界中でもいくつかの神話や伝説のテーマとなる。
一部の種類は室内環境に侵入することがある。この場合、有毒生物として広く知られるオオムカデ類のように、高い自衛性で刺激される度に噛み付くことがあり、またはゲジ類のように単に素早い動きと異様な姿で害虫扱いされるものがある。ゲジ類に関しては、衛生的に無害かつ室内の衛生害虫を狩ることで益虫ともされる。

### 咬傷
ムカデが人間から刺激を受ける度に、身を守るため顎肢で人に噛み付いて反抗することがある。なお、咬傷はほとんどがオオムカデ類で、それ以外のムカデ類によるのは稀である。
大型のオオムカデ類に噛まれるとかなり痛むが、人命に係る被害や続発症はほとんど無い。しかし子供やアナフィラキシーショックを発症する体質にある者への危険性は高く、噛まれた場合には速やかに医師の診察を受けることが望ましい。主に夏場、山林に近い民家では、ゴキブリなどを捕食するためにムカデがしばしば家屋の内部に侵入する。この場合、靴の中や寝具に潜んだりすることから咬害が多く、衛生害虫としても注意が必要である。噛まれた場合、患部に異物が残っていればこれを除去して毒を絞り出し、患部を水道水で洗浄する。抗ヒスタミン剤を塗布する。ゲジ類は家屋に侵入してくることもあるが、毒は弱く積極的に人を噛むこともないため基本には無害とされ、万が一噛まれたとしても症状はミツバチの刺傷ほどひどくはない。小型のムカデは基本的に人間の皮膚を貫通できない。

### 産業

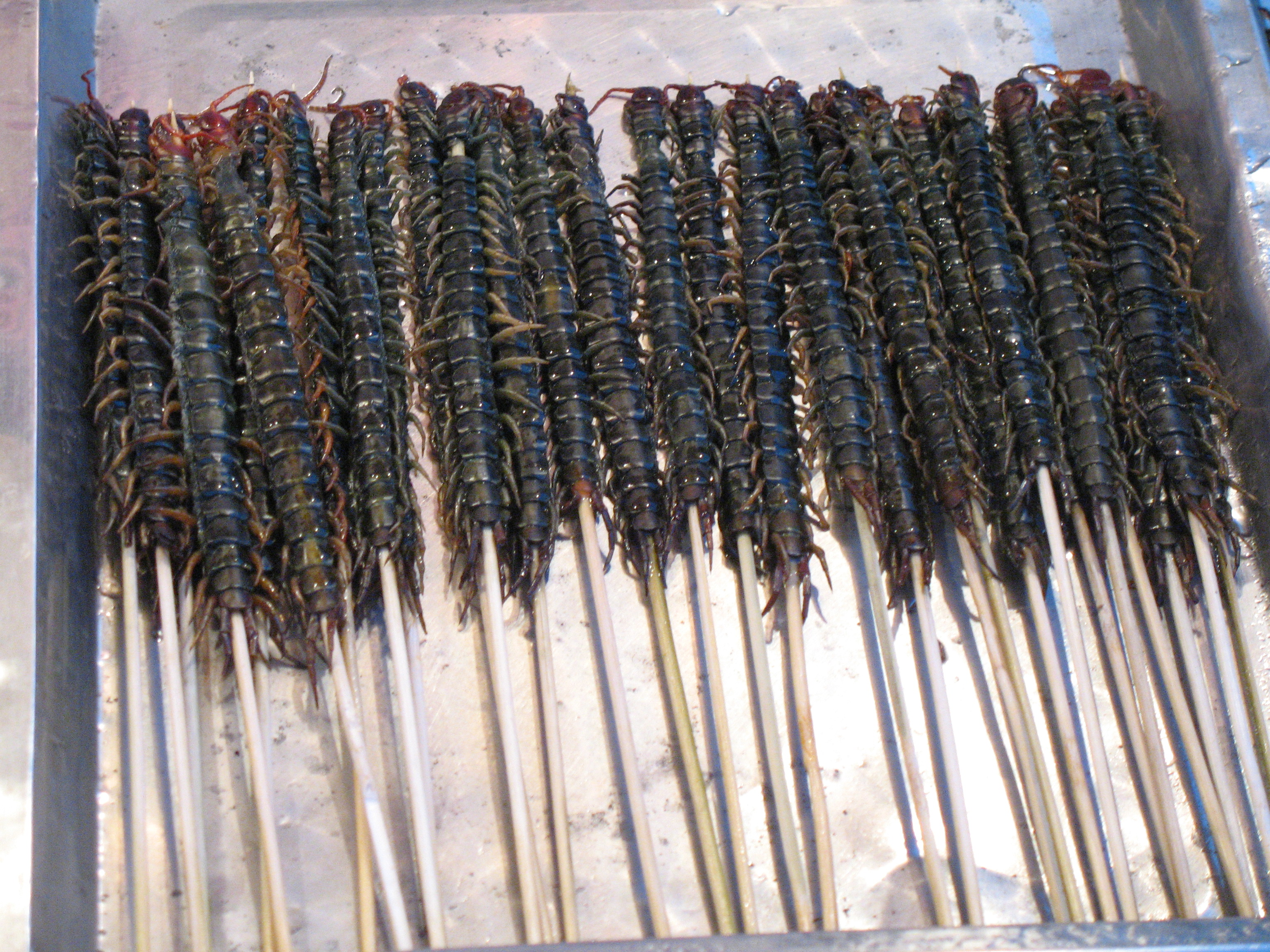
王府井で販売されるオオムカデ

産業との関連は少ない。オオムカデ類は地域によって食用とされ、オーストラリア原住民においては伝統的な調味料の原料に使用される。観賞魚などの餌として冷凍のオオムカデが輸入されて市販されている。
漢方では生薬名を蜈蚣（ごしょう）といい、平肝・止痙・解毒消腫の効果があるとされる。油漬けや乾物は火傷や切り傷に効果があるとされ、民間薬として知られており一部に市販の例もある。

### 飼育
ペットとしての飼育対象は主にオオムカデ類で、輸入種を中心に拡大傾向にある。さまざまな種類が入荷しており、大型種ほど高値で販売される傾向がある。

### モチーフ、象徴

赤城神社にあるムカデの彫刻（群馬県館林市）

「非常に凶暴で攻撃性が高い」というイメージ、「絶対に後ろに下がらない（後退しない）」という俗信、脚が多いことから「兵が多い（大軍）」という連想、多くの卵を産み温めて子育てをする性質を「子孫繁栄」と解くなど、武士の好む性質を持っていたことから、戦国時代には、兜の前立、旗差物、甲冑や刀装具の装飾など、ムカデのデザインを取り入れることが流行した。また脚の多いことにより、伝令をムカデに例えることもあった。
『甲陽軍鑑』に拠れば武田家の金掘り衆は、トンネル戦法を得意とする工兵部隊で、百足衆と呼ばれたとも言われる。大蛇が河川を象徴し、砂鉄の採集や製鉄の技術者集団を表すことと比して、ムカデは地下坑道を掘り進み、自然金などの鉱石を採集する技術者集団を表しているという説がある。
相馬中村藩に起源する相馬野馬追においては、「下がりムカデ」の旗が軍師の指物と指定されている。
赤城山などの神体として、また『毘沙門天』の使いとされ、神格化されている。商家においても、ムカデの多くの足から「客足が多い」、強い攻撃性から「他店に負けない」という意味で家紋や店紋、店名とすることがあった。宮城県の南部では養蚕業の大敵であるネズミがムカデを嫌うという言い伝えと毘沙門天の使いという話が合わさり、養蚕業者の信仰を集めた例もある。
男体山の大蛇と日光の戦場ヶ原で決闘した伝説、藤原秀郷による三上山の大百足退治伝説などが知られる。
昆虫やクモ、サソリなどと同様、アクセサリーやグラフィックのモチーフになることや、子供向けの絵本のキャラクターとしてムカデが登場することもある（ムスティなど）。

## ムカデの名が付いた生物

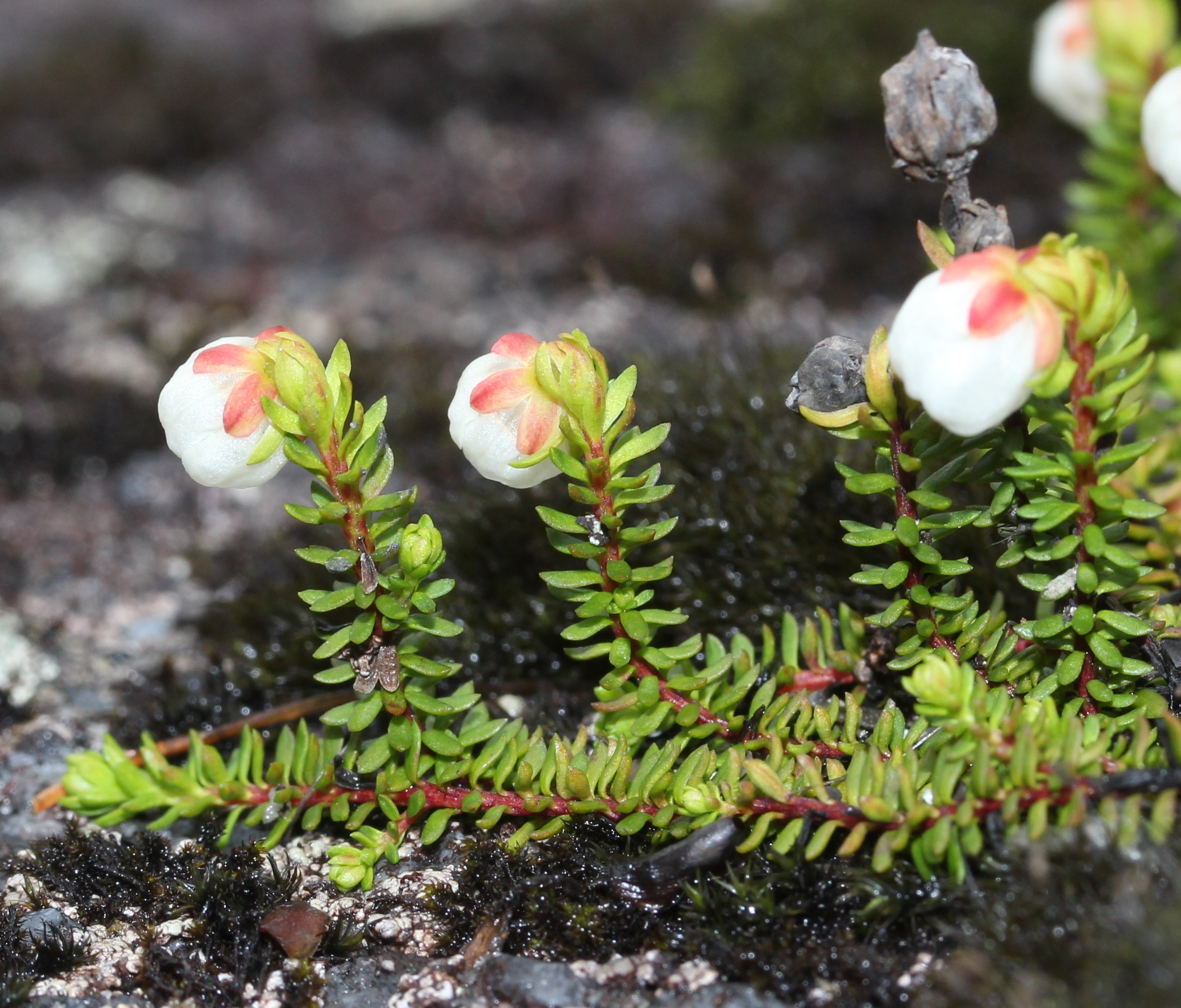
ジムカデ

ムカデでないものの、呼称は「ムカデ」と名付けられた生物はいくつかある。
- コムカデ（コムカデ綱/結合綱）はムカデと同じく多足類に分類されるが、ムカデ（ムカデ綱/唇脚綱）ではない。
- ムカデエビという海底洞窟に生息する甲殻類は、多足類を彷彿とさせる姿で、ムカデのように毒牙に特化した付属肢をもつが、それはムカデの顎肢とは別起源の第1小顎である[85]。
- ウミウシにムカデミノウミウシやムカデメリベという種類があり、これらはムカデの脚のように胴体が櫛状になっていることから、その名が付いた。
- 水生昆虫のヘビトンボの幼虫は、ムカデのように長い胴体と、その胴体の両側に櫛状に呼吸用エラがムカデの脚のように並び、性質が荒くて噛みつくことから、「川ムカデ」という俗称がある。噛まれると痛いが、ムカデのような毒は持たない。
- ツツジ科の植物にジムカデ目と同じ和名をもつジムカデ（地百足）があり、葉と茎の形状がムカデに似ていることから名が付いた。
- ラン科の着生植物にムカデランがある。これも、樹上・岩上を這う茎の両側に短い棒状の葉が互生する姿がムカデの姿に似ていることから名づけられた。